# ISIL
ISIL（アイシル）またはISIS（アイシス）は、現在はアフガニスタン、イエメンで活動するイスラーム過激派である。イスラム国（英語: Islamic State、略称: IS、アラビア語: بلد إسلامي）と自称しているが、2025年現在、イラクとシリアにおけるほぼ全ての支配地域を喪失し、「国家」としてのISILは事実上壊滅している。国家としてのイスラム国を指す場合も、国際承認を得られてなかったことやテロ組織だとの反発からマスコミからはＩＳあるいはイスラムステートと呼ばれることも多かった。現在でもサハラ地域やアフガニスタン、ナイジェリアなどで、ISILを支持する勢力による自爆テロや襲撃事件がたびたび発生している。2025年1月現在シリア・イラクにおけるISILはまとまった支配地区を失い構成員9千人にまで衰退しているが、アフガニスタンのISKPなど地方支部は積極的な活動を続けている。

## 概説
ISILはイスラム国家樹立運動を行う、元アルカーイダ系（現在は絶縁状態）のイスラム過激派テロ組織である。イラク、シリア両国の国境付近を中心として一時は両国の相当部分を武力制圧して「国家」樹立を宣言し、シリア領内のラッカを「首都」と宣言している。後述するように、外交関係の相手として国家の承認を行った国家は今まで無い。
報道により伝えられる知見によれば、活動家たちはISILが大規模で組織的に活動していることに感嘆していると言い、さらに、ISILに批判的な活動家までが、ISILがわずか1年足らずで近代国家のような構造を作り上げて来たことに言及する。ISILは「カリフ国家」（カリフの指導下で運営される国家）が中東から東は中国、西は欧州まで広がり、究極的には世界イスラム帝国を望んでいるとされるが、彼らが言うカリフ国家がどのようなものなのかラッカなどで実証しようとしているようだという（→#政治、#理念・目標・政治的主張、#経済、財政を参照）。現地住民らはISILの勢力拡大の大きな要因は、効率的で極めて現実的な統治能力にこそあると語ったとも報じられる。
ロイターの記者が取材によって2014年9月に明らかにしたことによると、ISILは次世代を見据えて国家モデルを構築している。例えばシリア北東部の砂の平原にある町々においては、電気や水の供給、銀行（イスラム銀行）・学校・裁判所などだけでなく礼拝所、パン屋にいたるまでがISILによって運営された。
ISILの特徴に、インターネットなどによるプロパガンダ戦略が挙げられる。ワールド・ワイド・ウェブやSNS、動画共有サイトなどを利用し、イラクやシリア周辺の中近東だけでなく、はるか離れた世界各国からでも若者を多数兵士として募っている。
一方住民らは恐怖政治に不満を募らせているとの報道もなされた。また資金繰りが悪化し、戦費の調達にも影響が出ている。
有志国による激しい空爆にもかかわらず、勢力拡大を続け、2015年5月までにシリア領の過半を制圧。ISILによる統治地域の面積は2015年6月時点で、約30万平方キロメートルにも上った。IHSジェーンズ(ジェーンズ・インフォメーション・グループ)によると、同年12月14日には、1月時点より支配地を約14%縮小し、支配面積は北海道とほぼ同じ約7万8000平方kmになるなど、勢いにかげりも見えた。2017年10月には首都ラッカがシリアの反体制派シリア民主軍によって完全制圧され、退潮が明らかとなった。同年11月17日にはイラク軍が西部アンバール県の町ラーワを制圧したことによりイラク国内からほぼ一掃された。
2019年2月4日、米国防総省は、シリアに駐留する米軍が撤退した後、過激派組織「イラク・シリア・イスラム国」は同国内で支配地を奪還し、勝利を宣言する可能性があるとの報告書を発表した。国防総省の監察総監がまとめた報告書は、中東などを管轄する米中央軍からの情報として、米軍撤退の影響を予測し撤退に便乗し米兵らを攻撃する可能性も指摘している。ドナルド・トランプ米大統領が2018年12月に勝利宣言し、シリアからの撤退を表明してから、この種の報告書が発表されるのは初めてでイラク、シリア両国で活動を続け、特にイラクでは速いペースで戦力を復活させている。シリアでも対テロ圧力がなくなれば、6~12カ月以内に一定の支配地を奪還する恐れがあると報告されている。
2019年2月6日、トランプ大統領は、ワシントンで開かれたイスラム教スンナ派過激組織「イスラム国」（IS）の打倒を目指す有志連合の閣僚級外相会合に出席し、米軍や民兵組織などがシリアのIS支配地域を「おそらく来週」にも完全制圧できるとの見通しを明らかにした。ただし、完全な掃討にはなお時間がかかることを示唆した。ポンペオ米国務長官は「シリアからの米軍撤退は米国の戦いの終わりを意味しない。本質的には戦術上の変更だ」と改めて米国の立場について各国に理解を求めた。
2019年3月22日、サンダースホワイトハウス報道官やシリア民主軍が、シリアにおけるISILの支配領域を完全に奪還したと発表した。
支配地域の大半を失ったISILは、2019年4月29日に最高指導者アブー・バクル・アル＝バグダーディーのメッセージを動画で公開し、2019年5月10日にはインドに「ヒンド州」設立を主張した。また5月16日にはパキスタンに「パキスタン州」設立を主張している。
2019年10月26日、最高指導者（初代の自称カリフ）のアブー・バクル・アル＝バグダーディーがアメリカ軍の特殊作戦により殺害された。
アブー・バクル・アル＝バグダーディーの死去を受けて、アブイブラヒム・ハシミが最高指導者（2代目の自称カリフ）に就任した。2022年、米軍特殊部隊の軍事作戦によって、アブイブラヒム・ハシミは自爆して死去した。このことは、同年2月3日、アメリカ合衆国のジョー・バイデン米大統領が発表した。
2022年3月10日、ISILはアブイブラヒム・ハシミの死亡を認め、アブハッサン・ハシミが後任の最高指導者（3代目の自称カリフ）に就任したことを発表した。同年11月30日、米軍はアブハッサン・ハシミがシリアの反体制派「自由シリア軍」の作戦で死亡したと発表した。
2022年11月30日、ISILはアブハッサン・ハシミの死亡を認め、アブ・フセイン・フセイニが後任の最高指導者（4代目の自称カリフ）に就任したと明らかにした。2023年4月30日、トルコのエルドアン大統領は、シリアで29日に行われたトルコ情報機関の作戦で最高指導者のアブフセイン・フセイニとみられる人物を殺害したと明らかにした。

## 名称・表記

### 名称の翻訳と略語
2013年4月、「イラクのイスラム国」（ISI）はシリアの過激派組織「アル＝ヌスラ戦線」と合併し、組織名をアラビア語でالدولة الاسلامية في العراق والشامとした。شام （シャーム）の指す範囲や訳語には様々なものがあり、以下のように訳し方によって異なる表記がメディアによって用いられた。
| 英訳表記                             | 英字略称                                   | 日本語訳                     |
| ------------------------------------ | ------------------------------------------ | ---------------------------- |
| Islamic State of Iraq and the Levant | ISIL（アイエスアイエル、アイシル）         | イラクとレバントのイスラム国 |
| Islamic State of Iraq and Syria      | ISIS（アイエスアイエス、アイシス、イシス） | イラクとシリアのイスラム国   |
| Islamic State of Iraq and al-Sham    | ISIS（アイエスアイエス、アイシス、イシス） | イラクとシャームのイスラム国 |

アラビア語圏では、ISILに敵対する立場から、الدولة الإسلامية في العراق والشام の頭字語をとった داعش （翻字:Dā'ish）という略語が使われる。この語は دائس（翻字:Dāis、カタカナ転写:ダーイス、意:踏みにじる者）や داحس （翻字:Dāḥis、カタカナ転写:ダーヒス、意:裏切り者）などといった語に近い発音や綴りを有し、否定的なニュアンスを有する。ラテン文字表記としては「DAISH」のほか、アラビア語翻字を省略した DAIISH 、発音から英語的な綴りに直した DAESH という表記も用いられ、西側メディアが用いる際は DAESH と綴られることが多い。日本語では「ダーイシュ」と片仮名表記される。
この他、 دواعش （翻字:dawā'ish、カタカナ転写:ダワーイシュ）という語が用いられることもあり、こちらは「ダーイシュ」が持つ否定的なニュアンスで、必要以上に ISIL を刺激すべきでないとする立場に基づいて使われる。
2014年6月29日、カリフ制イスラム国家の樹立を宣言し、名称を الدولة الاسلامية في العراق والشام から الدولة الإسلامية （Islamic State、略称:IS）に変更すると宣言した。日本語では単にイスラム国と翻訳される。

### 表記の混在と名称変更に対する動き
ISILが現れた当初から表記は一定していなかったが、ISILが樹立宣言で自称「イスラム国」を名乗るようになると、「その変更に従うメディア」と「従わず従来の表記を使い続けるメディア」が混在するようになった。
国際連合、日本国政府、アメリカ合衆国連邦政府は「過激派組織には、国家としての独立宣言を認めない」（国家として承認しない）立場から、名称の変更を認めず ISIL を使用している。2014年9月21日、イスラム教スンナ派最高教育機関として知られるアル＝アズハル大学のイスラム法学者団体が、このテロ組織を「イスラム国」と呼ぶことは「イスラム教およびイスラム教徒に対する侮辱である」と強く批判し、アラブ諸国のメディアでは「イスラム国」または「国家」と受け取れるような文言を使わないよう求めた。
また、ISILによる日本人拘束事件で2015年1月24日に、ISILが湯川遥菜を殺害したとするメッセージをウェブサイトで表明して騒がれた翌25日、略称にすることもなく「イスラム国」という言葉を連呼しているメディアに対して、危機感を募らせたイスラム教団体名古屋モスクが、アル＝アズハル大学の声明を元に「イスラム国という名称の変更を希望する」旨を題した文書を発表した。
後藤健二を殺害する動画が配信された2015年2月1日以後は、日本国内にある複数のモスクに対し、電話や電子メールで嫌がらせが相次いだ。このため2015年2月9日、およそ30のモスクの代表者やイスラム団体などとの連名で、併せて21のメディアに対して、同じ文書を送付し「イスラム国」表記を止める様、要望書を提出した。

2015年2月4日には、駐日本国トルコ共和国大使館も以下のような声明を出し、日本のメディアに協力を求めている。
これらの要請を受け、日本放送協会（NHK）では2015年2月13日夜から「イスラム国」という呼称の使用を取りやめ、『過激派組織IS＝イスラミック・ステート』という表現に変更した。
『朝日新聞』『東京新聞』『毎日新聞』では、記事中の初出では『イスラム過激派組織「イスラム国」（IS=Islamic State）』として残し、2回目以降は「IS」と略した。毎日新聞は「この変更が最善の表記という確信はないものの、「イスラム教の国」のように、単純な誤解をされないよう工夫していきたい」としている。
民間放送局では、TBSラジオの朝のニュース系情報番組『森本毅郎・スタンバイ!』で、2015年2月3日の放送分までは「イスラム国」と呼んでいたが、2015年2月4日の放送分から「『イスラム国』を名乗る過激派組織＝ISIL（アイシル）」と変更している。
大阪市のフジテレビ系列局・関西テレビ放送の自己批評番組『カンテレ通信』は2015年2月15日放送で「外国メディアは『イスラム国』とは呼んでいないのに、なぜ日本メディアは『イスラム国』と表記するのか」という視聴者の意見に対し、同局報道番組部は「国と名乗っているが国際社会は国家と認めていないため、フジテレビ系列では『イスラム過激派組織、イスラム国』と紹介している」と回答。これに対し、番組コメンテーターの若一光司とわかぎゑふは番組内で、前述のイスラム教団体が名称変更を要望していることなどに触れ、「イスラム教と混同する人が多いため『イスラム国』表記はやめるべきだ」と述べた。
なお、『南ドイツ新聞』『ル・モンド』『エル・パイス』など欧州大陸諸国の主要紙では「イスラム国」に当たる表現を略称と併用しつつも用いている。したがって上記の「外国のメディアは『イスラム国』とは呼んでいない」という指摘は不正確であるという点は注意が必要である。
世界気象機関では2015年4月17日、太平洋北東部に発生するハリケーンの命名リストからIsis（イシス）を外し、2016年のリストからは代わりに「Ivette（イヴェッテ）」を使うと発表した。
非イスラム圏のムスリムを中心に、世界各国のイスラム教団体が、ISILはイスラム教ではないと主張している。一方、エジプト政府が最高位の法学者と認定したシャウキー･アッラームやアル＝アズハル大学総長アフマド・タイイブなど、イスラム圏のイスラム法学者には、ISILはイスラムではないとは言い切れないとしている者もいる。

## 政治
全盛期には、アブー・バクル・アル＝バグダーディーを最高指導者とし、「財務担当」「国防担当」「広報担当」という役割を持つ行政機関の「評議会」が存在した。さらにその下にはシリア担当とイラク担当の副官が半数ずつおり、副官に任命された24人の県知事がその下におり、彼らが支配地に配属され治安や徴税などを行っている。「評議会」の構成員にいるのは旧イラク軍元将校や政治、行政経験のあるバアス党員などイラク人である。サッダーム・フセイン政権時代の元将校や元政治家が現指導体制の中核を担っており、バグダーディーの下の最高指導部に「シリア担当」のアブー・アリー・アンバーリー（旧イラク軍少将、2015年12月12日シリアでイラク軍の空爆で殺害）と「イラク担当」のアブー・ムスリム・トゥルクマーニー（旧イラク軍中佐、2015年8月18日モスルで殺害）がおり、どちらも旧イラク軍将校である。
ISILの広報担当が主張するには、「これはムスリムの国だ。抑圧されたムスリム、孤児、夫と死別した女性、そして貧困にあえぐ人たちのための国だ」「イスラム国の人々は生命と財産の安全を保障され、（従来の国境を越えてビザなしで）自由に移動できる」と主張している。この言葉はシリア内戦で疲れ果てた人たちの心をつかみ、ISILに支配された当初、これを歓迎した住民もいる。ラッカが支配下に置かれた時、住民たちはお祭り騒ぎになったという。
ISILには、これらの体制がイスラム法と合致しているか審査する宗教機関が存在する。仮に現体制がシャリーア（イスラム法）に背いた場合、退陣を迫る権利を有しているという。シャリーアの厳格な運用で戒律が極端に厳しく、酒、タバコが厳禁、女性には全身を隠し目だけを出す黒い服装の着用を義務付け、一人での外出も禁止、さらに夜7時以降は男女を問わず全員外出禁止令を発令。「ヒスバ」と呼ばれる宗教警察が市民を監視し、検問所を各所に設け、住民の出入りは厳格に管理される。警察官らは自動車で巡回し、警戒する。肌を露出している女性を見かけるとその場で鞭打ち100回の刑を課し、飲酒や喫煙が発覚すると刑務所へ入れられたり、指を切り落とされたりする。こうした厳罰により住民に恐怖心を植え付けることで支配していると『週刊新潮』は分析している。
イラク、イラン、シリア弱体化を狙うサウジアラビア王族のバンダル・ビン・スルターン（又はその背後のサウジアラビア総合情報庁）が陰から資金提供をしていたとも言われ、イランや駐シリア・ヨルダン大使、一部のジャーナリスト、（2013年10月時点では）学者は、バンダルこそがアルカイダやISILなどの過激派の真の指導者だと主張していた。ただし、バンダルが解任された2014年頃からそれまでISILを静観してきたサウジアラビアもISILを非難するようになった（#対外関係）。
行政
役所、裁判所、警察署などの行政機関は従来からの建物を使用しているが、職員の多くはISIL側の人間に代わっている。ただし発電所、浄水場など専門知識を要する施設では、元の職員がそのまま勤務している。ジャラーブルスやマンビジュといった町はユーフラテス川という水源から近いため水道は常時使えるが、電気の使用は1日3–4時間に制限されている。また、ラッカでは電気、水道ともに1日3時間程度しか使えない状況である。
2014年11月の『朝日新聞』記事によると、ISILは支配地域の住民のために 独自のパスポートも発行しているという。しかし、外交相手として承認した国家は存在しないので、そのパスポートが使える国は無い。
教育は様変わりし、英国ロンドンに拠点を置くシリア人権監視団体の職員の証言では、哲学や現代政治の授業は廃止され、『コーラン』を読み込む授業が増え、語学はアラビア語だけで歴史はイスラム史のみとなっている。自然科学分野では、現実に役立つエネルギー、資源に関する授業だけである。
イラク・バアス党との関係
イラクでは宗派対立の解消・旧バアス党系勢力等との融合に向けた取り組みが本格化し、2007年8月26日、マリキ首相は政権と対立関係にあるスンナ派を含む主要宗派・民族指導者と協議が行われ、宗教対立を起因とするテロ事件の発生が減少していた。
イスラム国は6月下旬に新国家建設を一方的に宣言した後、モスルでバアス党の元党員や旧政府軍幹部を次々と拉致していた。2014に行われたISILによる大規模なイラク侵攻時にはバアス党勢力との交戦も確認されている。フセイン処刑後にバアス党指導者（地域指導部書記長）の地位を継承したイッザト・イブラーヒームは、当初ISILを称賛しイラク制圧に協力していたものの後に離反し、2015年にはイランとISIL双方をイラクの敵と糾弾しており、同年にイラク軍に殺害されたとされる。
住民
ISILは、シリアとイラクの支配地域で一時期、少なくとも800万人を武力的支配下に置いていたという。

## 理念・目標・政治的主張
日本エネルギー経済研究所中東研究センターの保坂修司は「イスラーム国の思想を理解するには、イスラームの基本的な思想、基本的な法学理論・政治理論を知らなければならない」と指摘した。ISILの者たちは、自分たちの存立の根拠を古い古典的な議論の中に見出そうとする傾向があり、例えばサラフィー主義やカリフ制についてある程度理解する必要があるとする。

### サラフィー主義
《サラフィー主義》というのは、サウジアラビアなどのワッハーブ派とほぼ同一視できる、「ムハンマドの没後3世代(あるいは300年間)に見られた世の状態が理想的であった」とする復古主義的な思想である。《反シーア派》、すなわち「シーア派が悪い」と考え、サウジアラビアなどを攻撃する時もシーア派に対する攻撃を優先すべきだと考え、サウード家ではなく同国のシーア派民衆を攻撃するという選択をした。
サラフィー主義の他の特徴としては、「アッラーのみを信じなければならない」と厳格に考え、イスラムの他派が作った聖者廟（聖者を記念する墓）や崇拝対象となった樹木などを、偶像として破壊する行為がある。イスラム的な「勧善懲悪」を重視し、サウジアラビアのように宗教警察を置き、1日5回の祈りをしなければならないとして、それを守らない人を逮捕して祈りをさせたり、クルアーン（コーラン）やハディースに内容の書かれている刑罰、「ハッド刑」をサウジアラビア同様に導入し、「窃盗をしたら左手首を切り落とす」「姦通をすれば石打ち刑に処す」などといった刑罰を実際に行っている。こうしたことが、他国においては人権侵害しているように扱われるという結果を生んでいる（→#人権侵害と事件を参照）。

### カリフ制
カリフ制というのは、預言者ムハンマドが没したのちの632年にアブー・バクルが「カリフ（預言者の代理人）」に就任して以降続くイスラムにおける政治制度のことである。アブー・バクル、ウマル、ウスマーン、アリーのムハンマドの一族の互選による正統カリフ時代と、ムアーウィアを初代とする世襲カリフ王朝ウマイヤ朝、そしてそれを打倒したアル・アッバースを初代とするアッバース朝が成立した。しかし、アッバース朝がモンゴル軍に滅ぼされた1258年の「バグダードの戦い」以降「カリフ」はエジプトのマムルーク朝の庇護を受けていたが、オスマン帝国がマムルーク朝を滅ぼした時に「カリフ」の権威を継承したとされる。このオスマン帝国の「スルタン＝カリフ制」は1923年にトルコ共和国が廃止を宣言するまで継続した。「スルタン＝カリフ制度」はオスマン帝国の君主がスンナ派の権威を帯びただけの虚構的なもので、ISILはオスマン帝国のそれは無視している。《カリフ制》というのは、多くのイスラム諸国、多くのイスラム教徒から「理想の国家」「理想の政治体制」と認識されている。初期のイスラム運動の指導者ラシード・リダーやムスリム同胞団などでも、《カリフ制》を理想の国家として、カリフ制度復活を目指しておりアルカイダにとっても《カリフ制》が理想的国家である。
ただし、カリフ制廃止（1923年）からずいぶん長い年月が経っているため、ほとんどのムスリムにとってその役割などに関して具体的なイメージが湧かず、漠然としていて曖昧な考えしか持っていない。そういう状況の中ムスリム同胞団から分岐した解放党などは、《カリフ制度》を明確に理論化し、イスラムの国家制度の中に組み込もうとしている。このことについて「イスラーム国がカリフ制度が実現したかのようにみせたということに大きな意義がある」と前出の保坂は語っている。

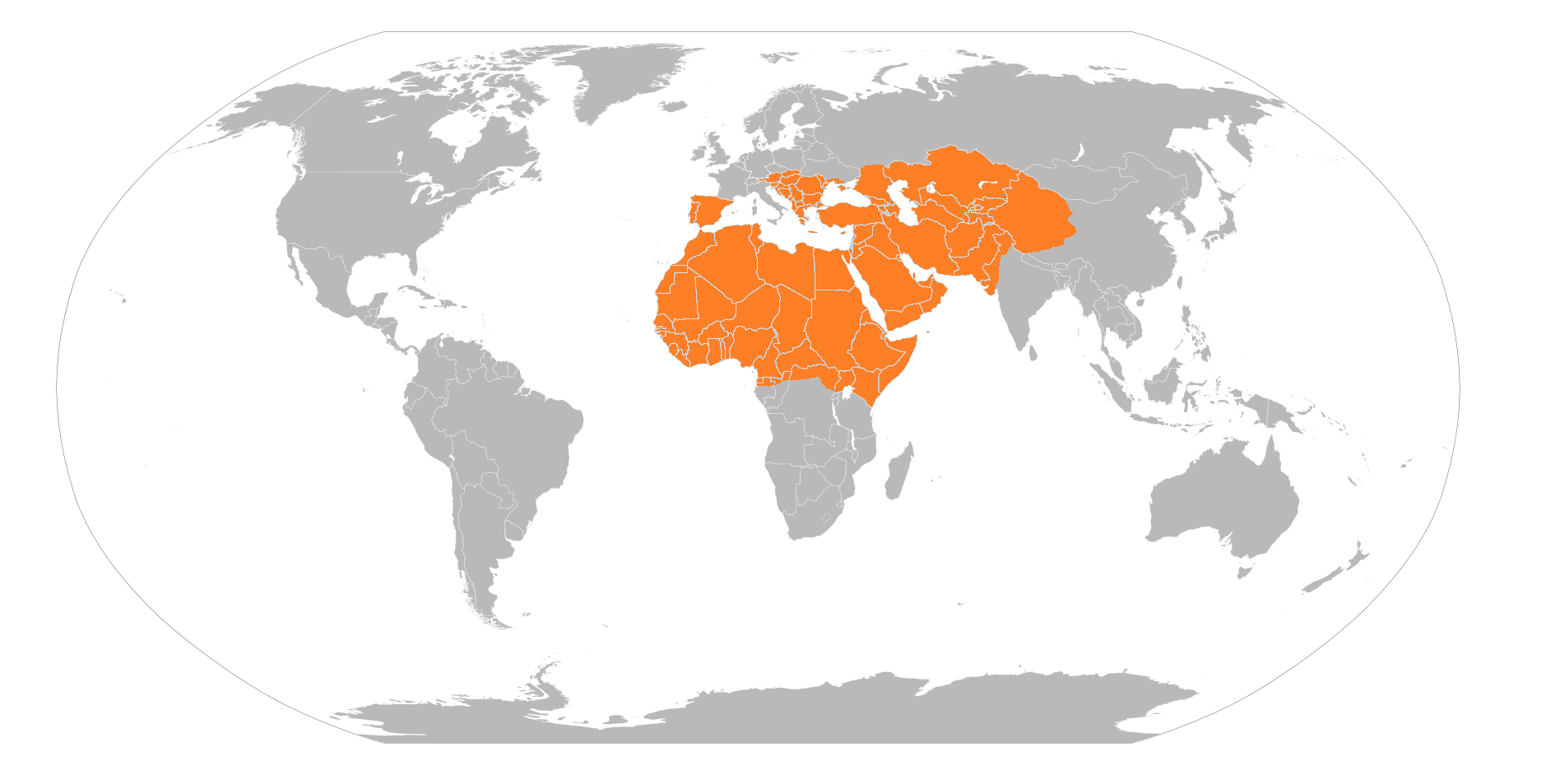
2014年時点で、ISIL側が支配すべきと主張している地域（オレンジ色の場所）。

ISILの指導者は2010年に就任したアブー・バクル・アル＝バグダーディー以降、名前にアル・クラシという名称を用いている。アル・クラシとは預言者ムハンマドが属するクライシュ族であることを意味している。

### 主張する領土
第一次世界大戦中の1916年に、イギリスはフランスやロシア帝国とともにオスマン帝国領を、アラブ人やクルド人などの現地住民の意向を軽視して、自分たちの勢力圏を決める秘密協定「サイクス・ピコ協定」を締結し、戦後その協定に修正を加えて国境線を引いた。オスマン帝国領から西欧列強の植民地となった地域はその後独立したが、シリア、レバノン、イラク、ヨルダンといった国々に分割されたという歴史がある。西欧列強は中東の古い秩序を根こそぎひっくり返してしまった。西欧列強が秘密協定によって引いた国境線によって作られた国々の枠組みは「サイクス・ピコ体制」と呼ばれる。ISILは、目標の一つとしてサイクス・ピコ体制の打破を掲げている。「押しつけられた国境」を消し去ろうとしているかのようである。
ISILはイラクやシリアなどの中東諸国を、サイクス・ピコ協定に代表されるヨーロッパの線引きにより作られた「サイクス・ピコ体制」だとしてこれを否定し、武力によるイスラム世界への統一を目指している。
2014年、ISILは「5年後に占拠する領土のプラン」を発表したと報道された（異論もある）。彼らが発表したとされる「領土」はスペインからアフリカ北部、中近東を経てパキスタン、中央アジア、中国西部にまで及んでおり、歴代のイスラム王朝の領土と重なっている（オーストリアの大部分のようにイスラム教徒支配を受けたことのない領域も含まれている）。そしてその区割りは現在の国境とは異なっている。
2014年7月に行われた最高指導者バグダーディーの演説では、ISILは将来的にはローマへ侵攻するとした。
彼らが発表したとされる「領土」には、イラクを除き古称によると思われる独自の名称が付されている。
- アナトール（Anaṭol） - トルコ
- アンダルス（Andalus） - スペイン、ポルトガル
- マグリブ（Maghreb） - アフリカ北西部
- ヒジャーズ（Hijaz） - サウジアラビア南部
- イラク（Iraq） - 現在のイラクからサウジアラビア北部の東半分まで
- コルディスタン（Koldistan） - トルコ、イラク、イランのクルド人居住地
- ホラーサーン（Khurasan） - 西はイランからインドまで、北はカザフスタン、東は中国西部（チベット自治区、新疆ウイグル自治区の西半分）にまで達する。ただしバングラデシュは含まれていない。
- シャーム（Sham） - シリア、イスラエルからサウジアラビア北部の西半分まで
- シナイ（Sinai） - シナイ半島（エジプト東部）
- コーカズ（Qoqaz…アラビア語で『コーカサス』） - ロシアからイランにかけてのカスピ海西岸。
- ウーローバ（Ouroba） - 南東ヨーロッパ及びギリシャ。東はクリミア半島にまで達する。
- アルキナナ（The land of Alkinana） - エジプト、スーダン及びリビア東部。
- ハバシャ（The land of Habasha） - カメルーンからアフリカの角にかけてのアフリカ中部。
- ヤマン（Yaman） - イエメン（「ヤマン」はイエメンのアラビア語での正式名称）。

ただし中東調査会の高岡豊は、2014年11月の段階で領土の主張は大義名分に過ぎず、ISILは支配領域の統治を考えてなくイナゴの大群のように移動しながら殺人、誘拐、略奪などを繰り返す運動体にすぎない、とした。また池内恵は、2014年11月の雑誌で「イスラーム国はオスマン帝国の復活を望んでいるのではなく、初期イスラム帝国のように、スンナ派アラブ人のカリフのもとに、イスラム教徒の諸民族や異教徒（キリスト教徒とユダヤ教徒）を支配下におく体制を目指している」とした。

### イスラム法の重視・実行
バグダーディーはカリフ就任演説で「私はあなた方から支配権を担った。私はあなた方の中で最も優れているわけではない。私が正しい時には私を支援してくれ。私が悪かったなら私を正してくれ。」「あなた方がアッラーとアッラーの使徒に従順であったように、私に従順であれ。私がアッラーとアッラーの使徒に逆らうような行為や態度を示すのなら、あなた方が私に従順である必要はない。」と述べ、バグダーディーがシャリーアにしたがって行動する限り、支持してくれるように呼びかけており、シャリーア（イスラム法）の重視を明言している。
ISIL側の主張によると、シャリーアの下に活動をしているとしている。また、イランの主要紙『ジャーメ・ジャム』はISILが「国民」に戒律に従った服装をさせるために女性に衣類の無償配布を開始したことも報じている。2015年8月27日までには、若者を中心に広まっている男性の細身の服装を「敵の慣習」として禁止した。また、同性愛はシャリーアに反することから、同性愛者を少なくとも30人以上処刑したとされている。ISILは、実効支配地域において、従来の教育制度を大きく改めることを表明している。歴史や哲学、公民、体育、音楽、図工などの世俗的な学校教育を全面的に禁止し、彼らのシャリーアの解釈に基づく過激な思想教育を児童に教えている。教師にも、シャリーアの講座を受けることを義務づけている。また、学費を無償としていたアサド政権と異なり、学費として1000シリア・ポンドを徴収する。
2014年、ISILはコーランに従って、奴隷制度の復活・運用を国際社会に公表した。ISILは、奴隷の取引額のガイドラインを発表しており、これに違反した者は処刑される。ガイドラインによれば、外国の出身でない限り、購入できる奴隷の数は3人までで、40歳から50歳のヤジディ教徒かキリスト教徒の女性は27ポンド（約5千円）、10歳から20歳の少女は80ポンド（約1万4千円）、1歳から9歳の女児は100ポンド（約1万8千円）以上で売られ、年齢が若くなるにつれ奴隷の価格も増すようになっている。
イラク北部モースルの住民によると、ISIL統治期では、飲酒・喫煙、音楽・絵画・映画、カメラと携帯電話の所持、結婚披露宴と葬儀、同性愛、華美な服の展示が禁止されていた。学校は男女別で、女性はニカブ（目出しベール）着用と外出時の近親男性同伴が義務付けられ、美容院は閉鎖された。

## 歴史

### 前史
2000年頃にアブー・ムスアブ・アッ＝ザルカーウィーがヨルダンなどで築いたJama'at al-Tawhid wal-Jihad（アラビア語：جماعة التوحيد والجهاد /「タウヒードとジハード集団」の意、略称:JTJ）を前身とする。この集団はアフガン戦争後、イラクに接近し、2003年のイラク戦争後はイラク国内でさまざまなテロ活動を行った。2004年にアルカーイダと合流して名称を「イラクの聖戦アル＝カーイダ組織」と改めたが、外国人義勇兵中心の彼らはイラク人民兵とはしばしば衝突した。
2006年1月にはイラク人民兵の主流派との対立をきっかけに名称を「ムジャーヒディーン諮問評議会（略称：MSC）」と改め、他のスンナ派武装組織と合流し、さらに2006年10月には解散して他組織と統合し、「イラクのイスラム国（略称：ISI）」と改称した。また、後の指導者アブー・バクル・アル＝バグダーディーは、2006年ごろにアメリカ軍によって一時拘束されて、収容所に入れられていたという。バグダーディーは、収容所の中で存在感を示し、後のISIL幹部達と関係を築いた可能性が指摘される。
2009年10月25日と12月8日、ISIはイラクの首都バグダードで自爆テロを実行し、両日合わせて282人が死亡、1169人が負傷した。
アメリカ軍はISIがインターネット上の組織で、バグダーディー師なる組織内の人物は実在しないと主張していたが、2010年4月18日、イラクの首相ヌーリー・マーリキーはISIの首長（アミール）アブー・ウマル・アル＝バグダーディーと同戦争相アブー・アイユーブ・アル＝マスリーがティクリート近郊で行われたアメリカ軍とイラク軍の合同作戦により死亡したと発表した。これに伴い、同年5月16日、アブー・ウマル・アル＝バグダーディーの後を継いでアブー・バクル・アル＝バグダーディーがISI首長（アミール）に就任した。
2012年3月20日には、バグダードを含む数十都市で連続爆弾テロを実行し、52人が死亡、約250人が負傷した。
2013年7月21日、アブグレイブ刑務所とバグダード近郊のタージにある刑務所を襲撃し、500人あまりの受刑者が脱獄、治安部隊21人と受刑者20人が死亡した。脱獄者の中には、武装勢力の戦闘員や幹部も多数含まれているとされる。組織側によると、今回の襲撃をもってムスリムを牢獄から解放する一連の作戦は終了したとしている。

### シリアでの活動
シリア内戦でシリアとイラクの国境管理が疎かになるとISIはシリアに転戦し、アラウィー派に属するシリアの大統領バッシャール・アル＝アサドと敵対した。ISIは反アラウィー派のジハーディストたちが合流し、1万数千人もの巨大組織に成長した。
2013年4月、バグダーディーは、シリアで活動するヌスラ戦線がISIの下部組織で、今後はヌスラ戦線と合併して組織をISIから「イラクとレバントのイスラム国（略称：ISIL）」、別称「イラクとシリアのイスラム国（略称: ISIS）」に改称するとの声明を出し、シリアへの関与強化を鮮明にした。同年7月、検問所での通行許可を巡り口論となった自由シリア軍の司令官を殺害した。
2013年8月、アレッポ近郊のシリア空軍基地を制圧。同年9月、自由シリア軍がシリア軍から奪還し1年近く支配下に置いていたトルコ国境沿いのアッザーズを戦闘の末に奪取、制圧した。アッザーズ制圧の際、現地で活動していたドイツ人医師を拘束している。
ISILは、アルカーイダと関連のある武装集団だが、2013年5月に出されたアイマン・ザワーヒリーの解散命令を無視してシリアでの活動を続けているなど、アルカーイダやヌスラ戦線との不和が表面化した。この不和の原因はISILの残虐行為が挙げられており、実際にアルカイダを上回る残虐な組織であるとの指摘するメディアもある。2014年2月には、アルカイダ側がISILとは無関係であるとの声明を出した。シリア内戦の反政府派とも衝突しており、一部のシリアの反政府派は連合を組んでISILを攻撃した。シリア反体制活動家は、ISILについて「アサド大統領よりも酷い悪事を働いている」と語っている。
2014年2月には支配地のラッカでキリスト教徒に対して、課税（ジズヤ）及び屋外での宗教活動の禁止を発表した。
また、シリアの油田地帯を掌握し、原油販売も行っていると伝えられている。

### イラクへの侵攻と「建国宣言」
2013年12月30日のイラク西部アンバール県ラマーディーの座り込み運動の解散をきっかけとして侵攻を開始し、1月に同県のラマーディーとファルージャを掌握、3月にサーマッラーを襲撃した。サーマッラーからは6月5日のイラク軍の空爆により追放されたが、6月6日、モースルに複数の攻撃を実施した。6月10日、モースルを陥落させた。武装集団は、数百人規模で9日夜からモースル市街地を攻撃し、10日までに政府庁舎や警察署、軍基地、空港などを制圧した。過激派系のウェブサイトは、武装集団が刑務所から約3千人の囚人を脱走させたとしている。6月11日にモースルのトルコ領事館を制圧し、同国の在モースル総領事を含む領事館員ら48人を誘拐した。6月15日政府軍との戦闘の末、タル・アファルを制圧、6月17日にはバグダード北東約60キロのバアクーバまで進撃し、6月20日までにバイジの油田施設を包囲した。6月25日、イラク戦争で「キャンプ・アナコンダ」として知られているバラッド統合基地を攻撃しアジール油田地帯を制圧した。また、ニーナワー県を断水させた。ISILは占領したモースルでシャリーアの強制による支配を行い、イラク政府への協力者に対する殺害ならびに盗みや強盗をした者の手足を切る刑罰を課しており、モースルの住民は退去を迫られている。
国際政治学者酒井啓子は、これらの攻撃に対して首相マーリキーは全く対応できていないと指摘した。一方、6月17日にイラク首相府はISILをスンナ派のサウジアラビアが財政的に支援し、大量虐殺を引き起こした責任があると非難する声明を発表した。これに対してサウジとアメリカは反発した。アメリカ共和党の上院議員ランド・ポールはISILが強化された理由の一つとして、アメリカ政府がシリア政権打倒のためISILに武器を移送したことを挙げている。また、オーストラリア外務大臣ジュリー・ビショップは150人のオーストラリア人がISILに加入していると明らかにし、彼らの帰国の懸念を表明した。6月20日、国連人権理事会はISILの侵攻によって100万人の住民が避難を余儀なくされていると声明を出した。
2014年6月29日、ISILは同組織のアブー・バクル・アル＝バグダーディーが「カリフ」で、あらゆる場所のイスラム教徒の指導者であるとし、イスラム国家であるカリフ統治領をシリア・イラク両国の「イラクとレバントのイスラム国」制圧地域に樹立すると宣言した。また同声明において組織名からイラクとレバントを削除し、「イスラム国（IS）」と改変することを発表した。

### 世界各国との戦い
2014年8月8日、アメリカ軍がISに対して、限定的な空爆及びヤズィーディー教徒などに対して支援物資の供給を開始。初日は、クルディスタン地域のアルビル近郊に展開していた野砲や車列が攻撃対象となった。アメリカは、空爆の期限を設けず、今後も空爆を実施することを示唆している。同年10月に入って、空爆の作戦名は「生来の決意」(Operation Inherent Resolve) と名付けられていることが明らかになっている。
ただし、アメリカ軍の空爆は、ISのイラク支配地に限定されており、ISのシリア支配地では実施されていないため空爆の効果を疑問視する人もいた。シリア国内のIS拠点を攻撃しないのは、ISと対立するアサド政権を支援する形になるためと指摘された。8月22日、アメリカはシリアの拠点に対する空爆の検討を開始したと発表した。この時点で、ISILの支配領域の合計面積は、イギリスより広くなっている。

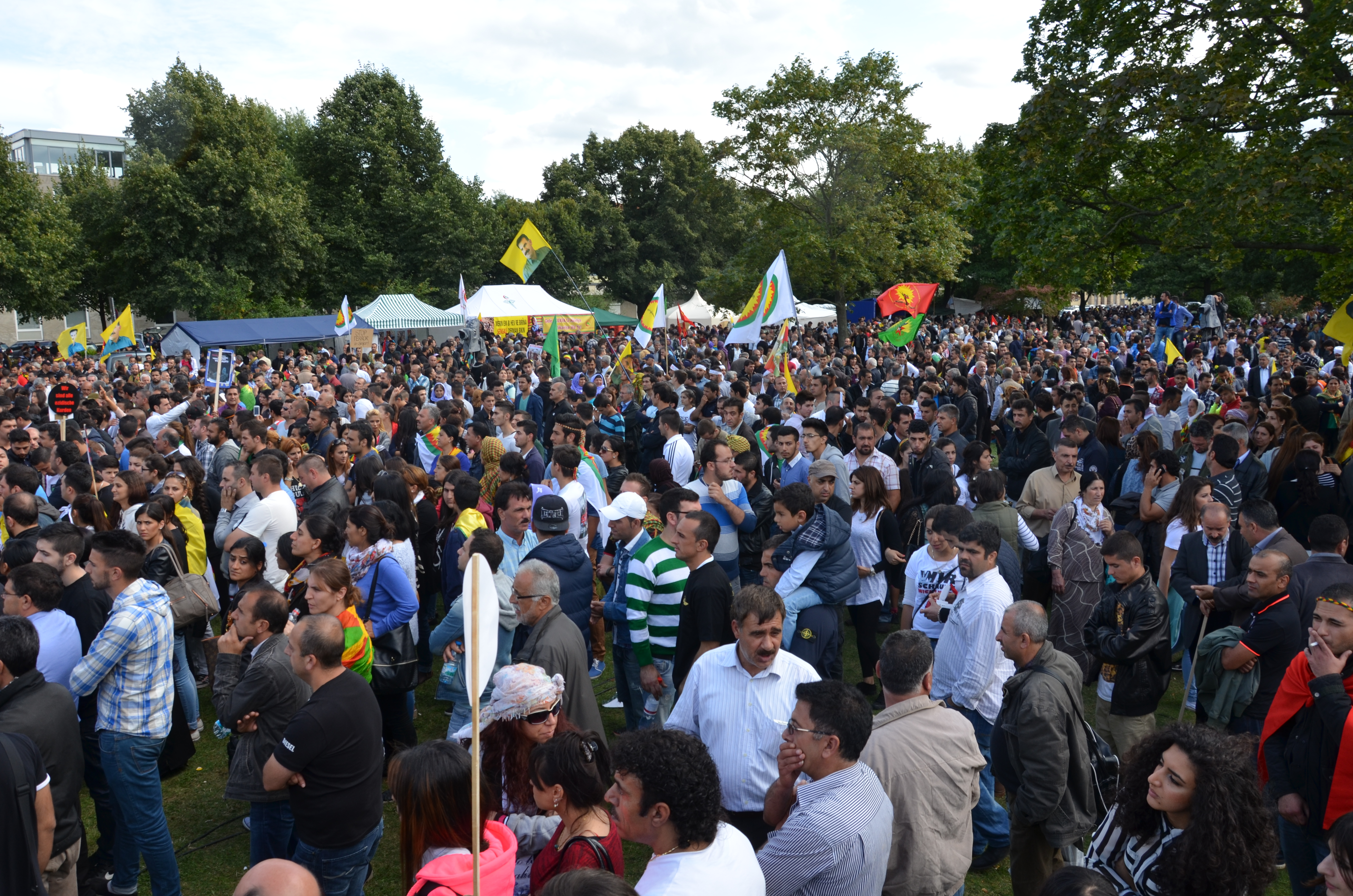
2014年8月16日にドイツ、ハノーファーで行われたISILへの抗議デモ

8月24日、ISはシリア北東部ラッカ県にあるシリア政府軍の空軍基地を制圧、ラッカ県のほぼ全てを手中に収めた。この時、ISILはシリア兵500人を捕らえ、8月28日にこのうち160名を処刑したと発表、処刑映像を公開した。
8月25日、アメリカ合衆国大統領バラク・オバマは、アメリカ軍によるシリア上空での偵察飛行を承認した。
シリアのアサド政権は、ISの勢力拡大に対して国際社会と協力する用意があると表明した。これまで政権打倒を目指してきた反政府派を支援してきたイギリスやアメリカとの協力も歓迎するとしている。8月31日、ドイツはISILが自国の安全保障の脅威になるとして、ISILと対峙するクルド人勢力に武器を供与する方針を発表した。ドイツは世界第3位の武器輸出国である一方で、これまでは紛争地域への武器輸出を見送ってきたが、方針を転換した。
9月1日、国際連合人権理事会は、ISのイラクでの人権侵害を「最も強い言葉」で非難する決議を全会一致で採択、ISILの行為は戦争犯罪や人道に対する罪に当たるとした。
9月19日、国連安保理は、全会一致でIS壊滅に向けて対策強化を求める議長声明を採択した。また同日、フランスはISのイラク北東部の補給所に対して、初の空爆を実施した。
9月23日にはアメリカ主導による有志国がシリアでも空爆作戦を開始した。さらに11月8日にはアメリカ軍などによって、IS幹部たちが乗る車列が空爆された。アル＝アラビーヤが地元部族の話として伝えたところによると、この中に、最高指導者バグダーディーが乗っており、彼は致命傷を負ったという。ただし、アメリカ中央軍は、この車にバグダーディーが乗っていたかどうかについて不明としている。
2014年11月24日、アメリカ政府は国防長官チャック・ヘーゲルの辞任を発表した。辞任発表の場にはヘーゲルも立ち会い、円満辞任の形での発表されたが、ヘーゲルはオバマと対IS政策が対立したため辞任に追い込まれた面が強く、事実上の更迭と見られた。ウォールストリートジャーナルは、ヘーゲルは中東の泥沼からアメリカが足抜けする出口戦略を描くことが期待され長官に就任したが、ISILとの戦争には消極的だったため、中東へ回帰しつつあるオバマと対立していたと推測している。一方で国防総省はISの危険性を早期に認識し地上部隊の派遣を具申したものの、あくまで軍事予算の削減により財政再建を目指し、軍事介入は限定的な空爆に留めたいホワイトハウスと対立していたとの見方もある。
2014年12月、イランのF-4ファントム戦闘機がイラク東部でISに対する空爆を行った。
2014年12月24日、ISは米軍主導の有志連合の戦闘機を撃墜しヨルダン人の操縦士を拘束したと発表した。パイロット拘束の後、ヨルダンとアラブ首長国連邦は空爆作戦への参加を停止した。
2015年1月26日、パキスタン・ターリバーン運動（TTP）元幹部とみられる人物を、ホラサン（ホラーサーン）州知事に勝手に任命した。ターリバーンはISと協力関係にないが、TTPを脱退してISに参加した人物とみられている。
2015年1月26日、コバニ包囲戦にて、ISと戦っていたクルド人民兵部隊が、コバニをISから奪還したと発表した。クルド人部隊と、アメリカなどの有志連合の空爆の連携が、有効に機能した結果とされる。世界的に注目されていたコバニ戦でISが敗北したことは、ISの士気や、各地の支配に影響を及ぼすとの意見がある。コバニ戦では、クルドとIS双方の戦闘員や住民など約1600人が犠牲となったとされる。
2月3日、ISが拘束していたヨルダン軍パイロットを焼死させる映像を公開。この映像の公開を受け、ヨルダン軍はISILに対する空爆を再開した。

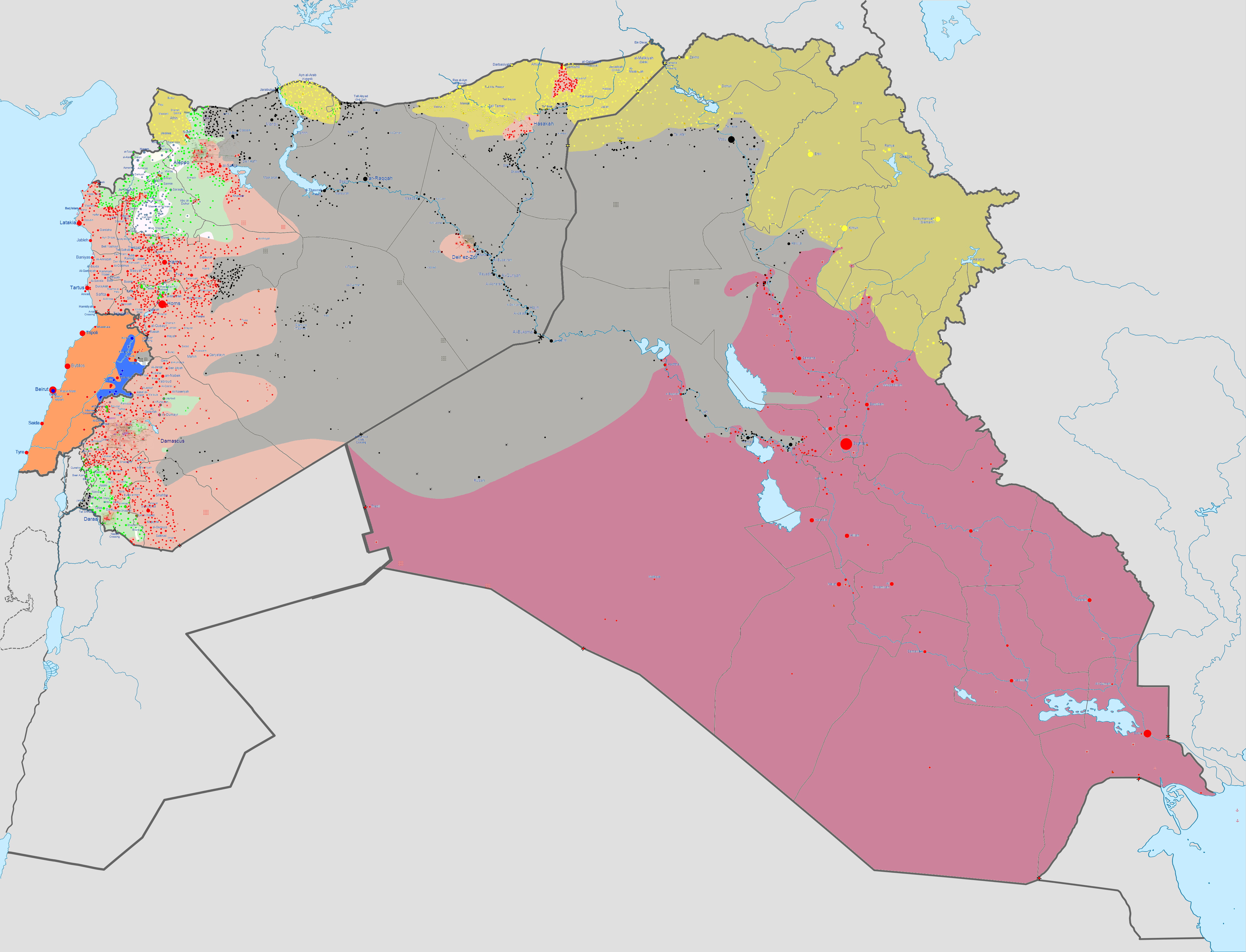
ISILの最大版図（2015年6月）

2015年5月16日、アメリカ特殊部隊が同組織で資金源である原油・ガス取引などを指揮していた幹部、アブ・サヤフ (ISIL)を殺害したと発表。人質救出作戦以外ではシリアで初の地上作戦となった。
2015年8月21日、アメリカ軍が空爆で、当時ISナンバー2であったファディル・アフマド・ハヤリ幹部（旧イラク軍中佐）を殺害したと発表。
2015年8月28日、8月24日にアメリカ軍がISの「首都」ラッカに空爆を行った際、ジュネイド・フセイン幹部を殺害したと明らかにした。同幹部は世界各地でテロをおこす「一匹オオカミ」型のテロ要員確保を担っており、米軍や政府の関係者約1300人の個人情報をネット上に公開し、彼らを襲撃するよう呼びかけていた。
2015年8月29日、トルコが米軍などとの共同作戦に初参加し、有志連合の一員としてISへの空爆を初めて行った。2016年8月23日から24日にかけてIS占領下のジャラブルスへの越境攻撃した。なお22日にはジャラブルスにほど近いクルド人民兵組織シリア民主軍がISILを放逐したマンジビも攻撃しており、対クルド作戦も同時に進めている（ユーフラテスの盾作戦）。
2015年9月27日、フランス大統領府が、仏軍がシリアで初めてIS拠点に空爆を行ったと発表。イラクでの空爆に参加する一方で、シリアではISILと敵対するアサド政権の延命につながるなどの理由で攻撃を見送っていたが、内戦の泥沼化で難民問題も悪化したことなどから方針転換した。
2015年9月30日、ロシア大統領ウラジーミル・プーチンは、シリア政府からの要請を受けたとしてシリア領内でISに対する空爆を開始する、と発表した（ロシア連邦航空宇宙軍によるシリア空爆）。この作戦についてロシア国防省は、アメリカ主導の生来の決意作戦には加わらないとしている。ロシア空軍は、2015年10月上旬現在Su-24、Su-25を用いて空爆を実施している。北オセチア共和国にあるロシア空軍基地にはTu-22M中距離爆撃機がロシア各地から集結している(その数は少数)といい、今後は北オセチア共和国のロシア空軍基地からの長距離爆撃になる可能性が高いという。また、シリア領内に展開しているロシア空軍の機体についている国籍識別標が消されていることが確認されている。
2015年12月2日、イギリス議会はイラクで実施している空爆をシリアへ拡大するよう求める動議を賛成多数で可決し承認した。3日に空爆を始めた。
2016年3月25日、アメリカ国防総省は、3月24日にアメリカ軍特殊部隊が行った急襲作戦で、当時IS組織ナンバー2であったアブドルラフマン・ムスタファ・カドゥリ財務大臣が死亡したと発表した。
アメリカ軍報道官は、アメリカ軍が行った空爆で、2016年3月14日、アブオマル・シシャニ戦争大臣（元グルジア軍司令官）が死亡したと発表した。
2017年5月28日にシリアのラッカ近郊でISIL幹部の会合が行われたのを狙ってロシア空軍が空爆を行い、その結果バグダーディーが死亡した可能性があると同国国防省が発表したが、バグダーディーはこの時点では死んでいなかった。
2019年3月23日にクルド人主体の民兵組織シリア民主軍(SDF)はISILが支配していたシリア東部バグズを制圧したと宣言。
2019年10月26日、アメリカ軍が指導者バグダーディーの居所を急襲（カイラ・ミューラー作戦）し、バグダーディーが自爆死した。

### バグダーディー没後の展開
2019年10月29日、バグダーディーの後継者として指名される可能性があったISILスポークスマンのアブー・アル・ハサン・アル・ムハジルが28日に殺害されていたことをアメリカ合衆国のドナルド・トランプ大統領が明らかにした。
2019年10月31日、バグダーディーの後継者として2代目指導者にアブイブラヒム・ハシミが就いたとされているが、氏名も含めて現実に存在する人物であるかどうかは不明であった。
2022年2月3日、アメリカ軍は指導者ハシミの自宅を襲撃。ハシミは、妻と子供2人を巻き添えに自爆死したと明らかにした。
2022年3月10日、2代目指導者アブイブラヒム・ハシミの後継者として3代目にアブハッサン・ハシミが就いた。しかし、2022年10月15日に殺害された。
2022年12月1日、4代目指導者アブ・フセイン・フセイニが就いたが、2023年4月29日にトルコ軍によって殺害されて以後後継者は長らく空位であった。
2023年8月3日、4代目指導者アブ・フセイン・フセイニの後継者として5代目にアブ・ハフス・ハシーミー・クラーイシーが就いた。

### イラク･シリア政府の反撃
2017年8月20日、イラク政府と連合軍がISが支配するイラク北部の都市タル・アファルでの掃討作戦を開始し、31日戦闘への勝利と解放を宣言した。10月17日、アメリカ主導の有志連合の支援を受けるシリア民主軍がISが首都と定めるシリア北部の都市・ラッカを完全に制圧したと発表（ラッカの戦い）。ISは事実上崩壊。11月9日、シリア政府軍と親政府勢力はシリア最後の重要拠点となっていた東部デリゾール県の町、アブ・カマル（Albu Kamal）を奪還した。11月17日、イラク軍はISILがイラク国内で支配下に置いていた最後の町ラワへの攻撃を開始し、町を奪還したと発表した。これによりISはイラク国内からは一掃された。
2024年9月2日までに、アメリカ軍はイラク西部にあったISILの拠点4箇所を攻撃、戦闘員15人を殺害したことが明らかにされた。イラク軍の関与の程度は明らかにされていないが、同軍は作戦までの過程や作戦の経過を発表している。

### イラク・シリア国外への動き
2015年1月26日、ISILは、支持者に対し、各地での攻撃を呼びかける声明を出した。
これを受けての攻撃と思われる動きが世界各地で起きており、1月27日にはリビアの高級ホテルが武装勢力に襲撃され、9人が死亡する事件が起こった。この事件では、イスラム国「トリポリ州」を名乗る集団が犯行声明を出した。この事件では、現地の者だけでなく、アメリカ合衆国、韓国、フランス、フィリピンなどの者も犠牲となった。2015年6月には中部スルトを完全に制圧し拠点を置いた。2016年8月10日には、リビア西部を統治する大統領評議会によって奪還されたものの、事実上の内戦下のリビアにおいて一定の勢力を保持している。
1月29日には、エジプト北部の北シナイ県の軍事基地や警察署などを、武装集団が襲撃し、少なくとも26人が死亡する事件が発生した。ISに忠誠を誓い、ISエジプト部門となった過激派エルサレムの支援者が犯行声明を発している。なおエジプト軍の報道官は、軍によって結社禁止となったムスリム同胞団が関与していると主張した。
内戦状態のイエメンでも勢力を拡大し、3月20日には、シーア派武装勢力「フーシ」が掌握する首都サヌアでフーシ派幹部を狙ったとみられる自爆テロを起こし、140人以上の死者が出るなど攻勢を強めた。4月30日には、イエメン軍兵士14人に死刑を執行したとする動画を公開した。
2015年7月には、アフガニスタン政府報道官ザファル・ハーシミーは、少なくともナンガルハール州、ファラー州、ヘルマンド州の3州にISが進出していることを明らかにした。6月には、「ターリバーン」との間で戦闘が勃発し、双方の間でISIL指導者を含む12人が死亡した。
2015年11月には、フランスの首都パリで同時多発テロが発生し、129人が死亡した。この同時テロで、ISが犯行声明を出した。フランスの大統領オランドは11月13日に非常事態宣言を発表し、全ての国境を封鎖した。
2016年8月13日、カナダのオンタリオ州においてIS支持者がテロを計画し、客として乗車したタクシーで自爆し死亡した。同月21日には、トルコ南部ガジアンテプで結婚式を狙ったISによる自爆テロにより50人が死亡した。
2016年リオデジャネイロオリンピックの際には、ブラジルへのテロ攻撃を呼びかけ、ポルトガル語が話せる人材をリクルートしていた。
2021年8月26日、アフガニスタンのカーブル国際空港周辺でISKPが自爆テロを実行。少なくとも72人のアフガニスタン人と13人の米兵が死亡した。
2024年3月22日、ロシアのモスクワ郊外にあるコンサートホールで銃を乱射する事件が発生した。少なくとも62人が死亡し、140人以上が負傷した。ロシア外務省は一連を非難し、モスクワの空港や鉄道駅等で警備が強化された。ISの犯行声明は8年4ヶ月ぶりであった。

## 支配地域の推移

ISILの支配状態（シリア国内のみ・灰色がISILの支配地域）
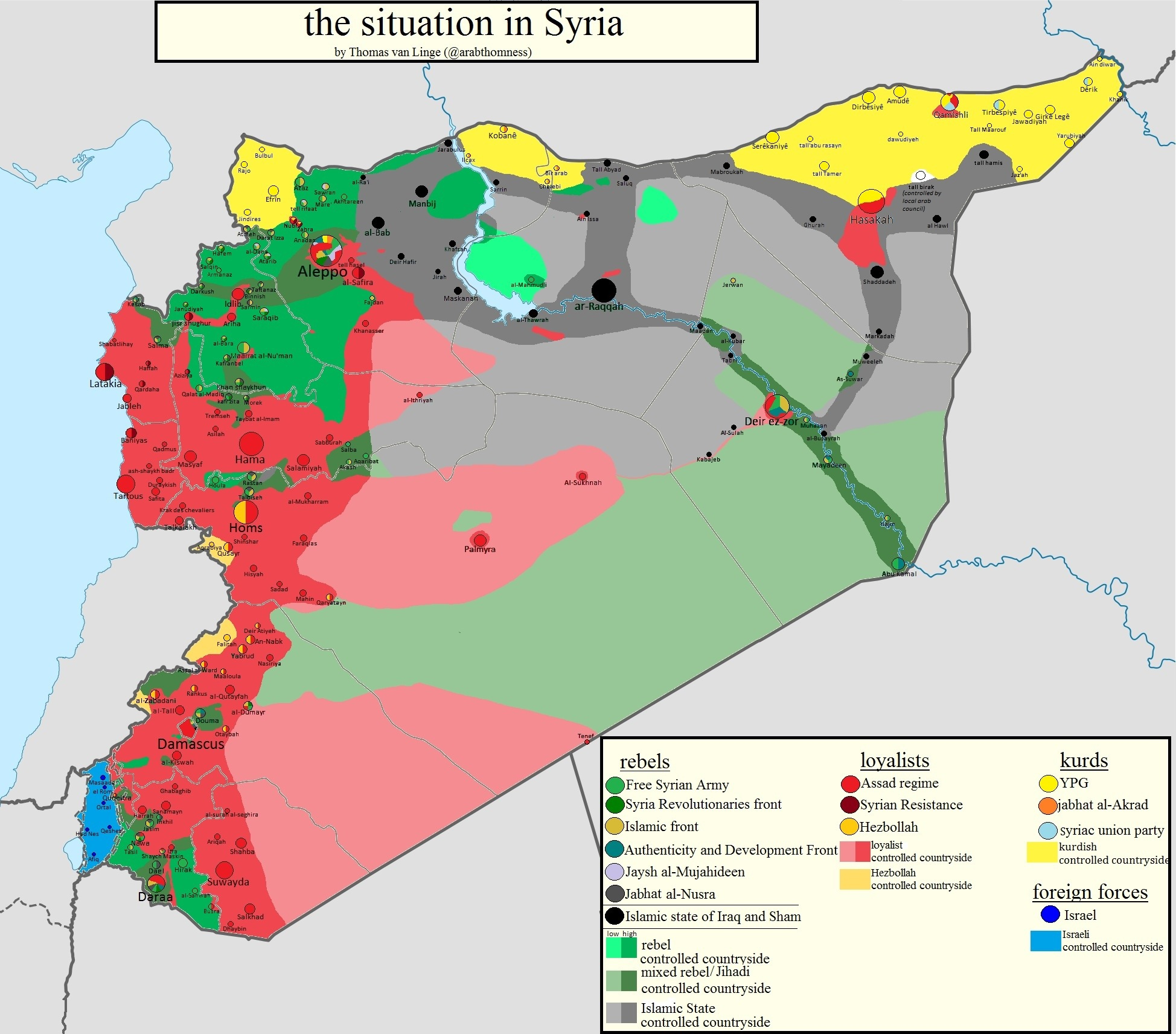
2014年1月
2月
3月
4月
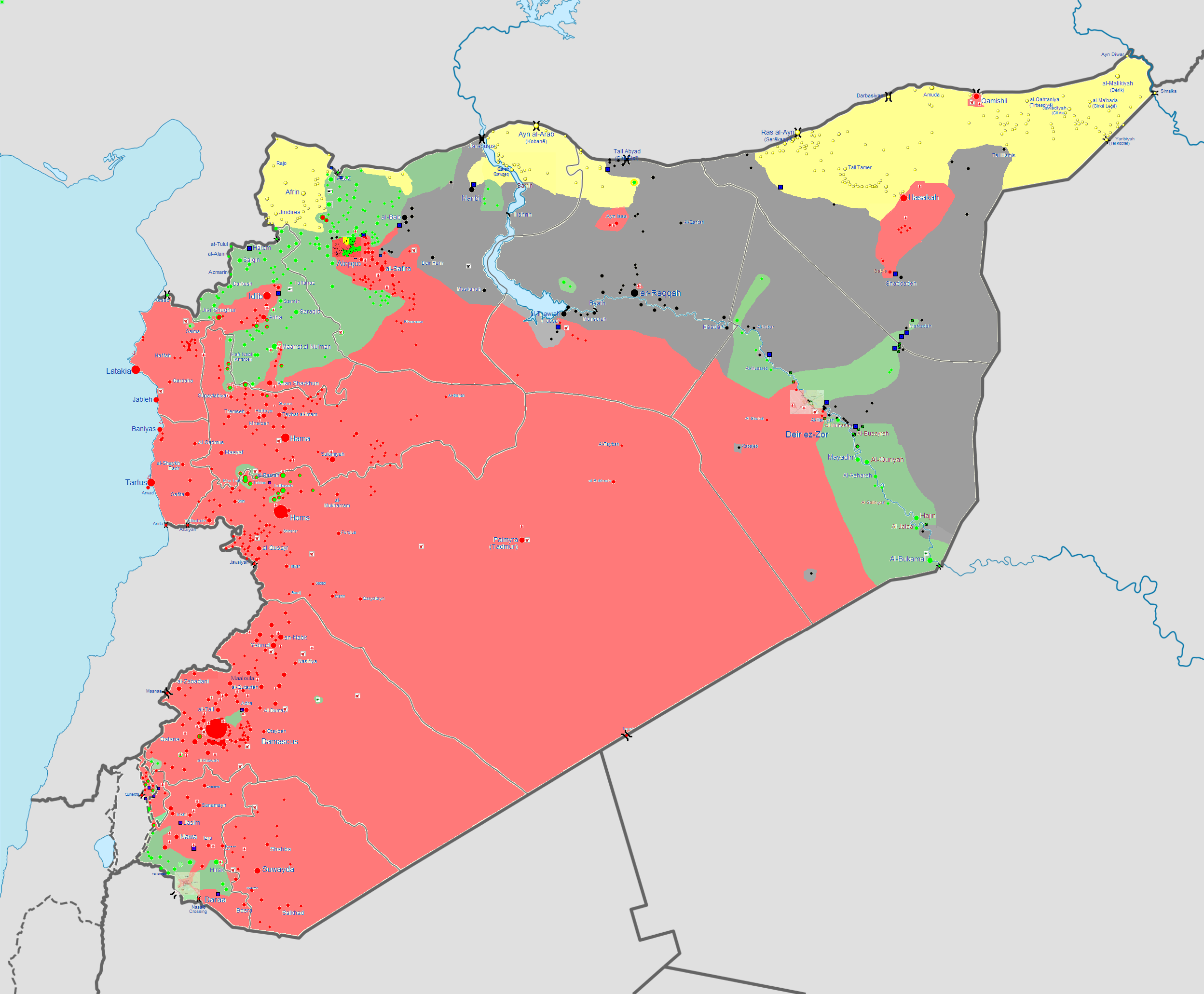
5月
6月
7月
8月
9月
10月
11月
12月
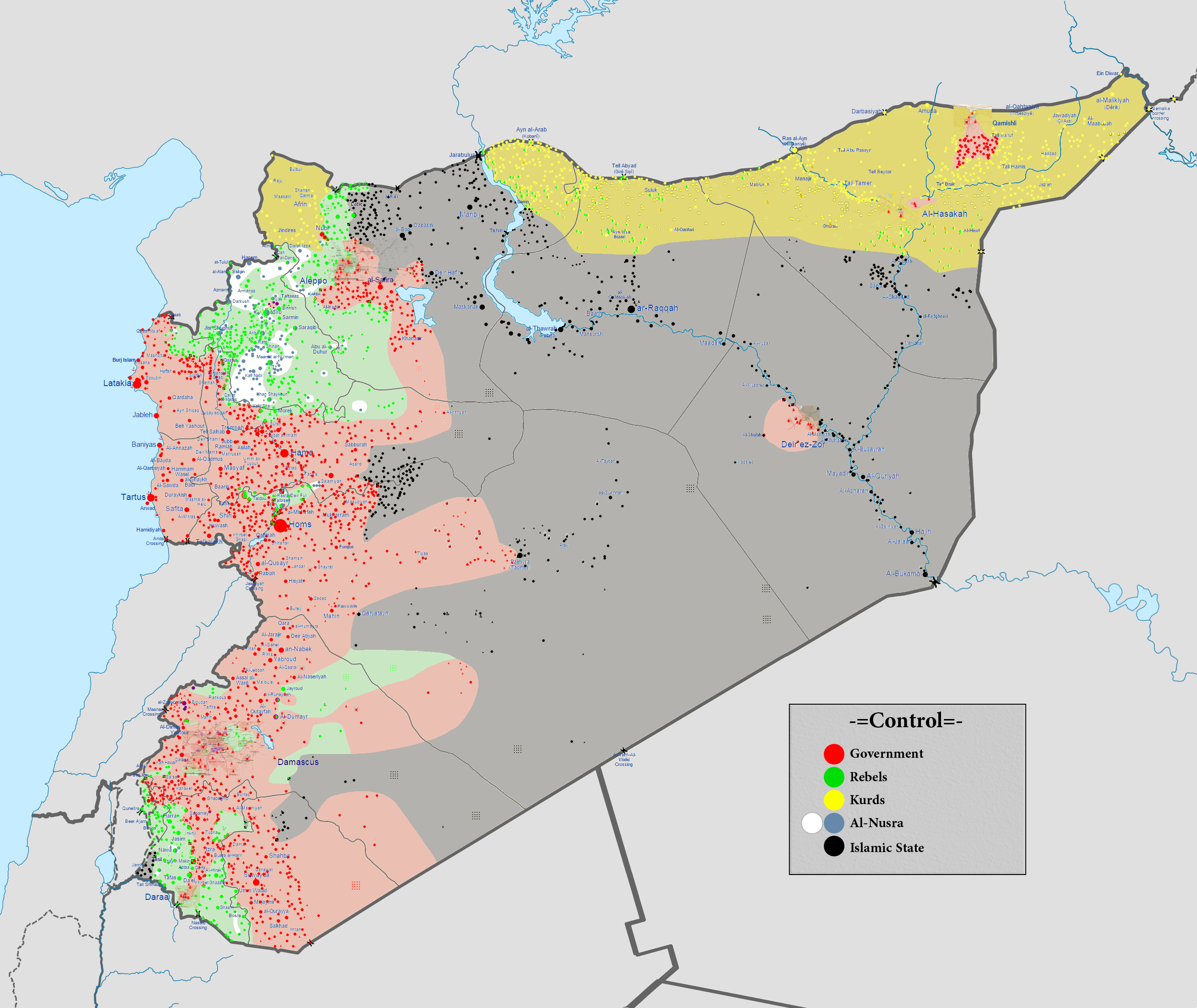
2015年1月
2014年-2016年

## 対外関係

### 対立

ISILの敵対国家
その他の対立国
2015年末のISIL最大勢力範囲

「国家」を自称しているが、他国から国家の承認は得られていない（本当の意味は、英語の表現にあるように、diplomatic recognition 外交上の承認、という意味で、実際にもその通りの内容）。
当事国であるイラクやシリアはもちろんのこと、日本や米国、カナダ、欧州諸国などの政府も承認していない。さらに、周辺のシーア派・スンナ派（スンニ派）イスラム教諸国の政府などからも国家としては承認されていない。2015年1月時点で、ISILに対し公式に外交上の承認を行った国家は1カ国もなく、当然、国際連合への加盟も果たしていない。
ISILは全世界のほぼ全ての国の政府と敵対している。
ISIL側は、中華人民共和国、ロシア、インド、パキスタン、ソマリア、モロッコ、インドネシア、アフガニスタン、フィリピン、チュニジア、リビア、アルジェリア、朝鮮民主主義人民共和国、大韓民国、台湾（中華民国）、日本、ミャンマー、ポーランド、ハンガリー、スロバキアなどあらゆる国を「攻撃対象」として名指ししている。
日本
日本国政府もISIL包囲網に加わる共同声明を発表している。
米国
2014年9月22日、アメリカ国防総省はアメリカ軍がシリア北部のラッカにて、「ISILに対する空爆を実施した」と明らかにした。アメリカの国防総省は「攻撃には戦闘機、爆撃機が参加したのに加え、巡航ミサイル「トマホーク」も使用された」と説明。
アメリカ合衆国大統領バラク・オバマは、2015年に入って以降、ISの勢力後退の認識を示してきたが、9月26日に『ニューヨーク・タイムズ』は、米国の対ISIL作戦の戦況について楽観的に見せる歪曲した報告書が作成されたとする内部告発があったと報じており、情勢認識が誤っていた可能性が浮上した。
湾岸諸国など
ISILが支配することを目標としている場所にある国々の政府は全て、（国土をほとんど奪われかねないので、ある意味、当然のことであるが）ISILを敵視している。ただしサウジアラビア総合情報庁は、シリア、イラク、イランを弱体化させるため、影でISILなどの過激派に資金提供を行ってきたとされる（→#指導体制を参照）。
シーア派のイランはイラク軍と協力して越境攻撃も行い、反ISILの戦いを続けるイラクのクルド人勢力に武器を提供しており、かつては同じスンナ派を信じるためにISILの動きを静観していたサウジアラビア（前記の通りISILの陰のスポンサーとの指摘あり）などの湾岸諸国もまた、自国に対するテロの温床になりかねないとしてISILを強く批判するようになっている。
アラブ連盟は2014年9月7日に会合を開き、ISILを含む過激派勢力に対抗するために「必要なあらゆる措置を取る」という声明を発表した。
2014年9月11日、ヨルダン、エジプト、トルコ、サウジアラビア、UAE、オマーン、クウェート、バーレーン、カタールの外相が、ジョン・ケリー国務長官と会談し、アメリカの軍事作戦に協力することを約束した。2014年9月19日、トルコは、シリアとの国境にある有刺鉄線を排除し、国境を開放、ISILから逃げてくるクルド人などをトルコ領内に受け入れた。
ISILはスンナ派を信仰しているとされるが、同じスンナ派でも敵対する者は容赦なく排除する。イラクのスンナ派部族の中には、ISILと相容れずに戦っている者も少なくないが、ISILは彼らを大量に処刑、殺害している。
2015年7月には、ISILはファタハとイスラエル、ガザ地区を支配するハマースに対して「宣戦布告」をした。
ISILと同じくサラフィー・ジハード主義を掲げるイエメンのイスラム過激派組織「アラビア半島のアルカイダ」は、ISILがイエメンの地を「自国領土」としているために対立しており、ISILを非難する声明を出している。
テロ指定の状況
2015年1月時点でISILを「テロ組織」として認定しているのは、国連、EU、イギリス、アメリカ、ロシア、オーストラリア、カナダ、インド、エジプト、サウジアラビア、UAE、日本である。

### 支持
勢力を伸ばすISILを支持したり、傘下に入ったりするジハード主義組織は各地にいまなお存在する。2014年6月、イスラム国の樹立が宣言された時、ナイジェリアの「ボコ・ハラム」は支持を表明した。2015年、ISがナイジェリアに進出、IS西アフリカ州を創設、当初「ボコ・ハラム」は忠誠を誓ったが１年もたたずに決裂、勢力争いを起こしている。コンゴ民主共和国では、100以上の武装勢力があるがIS幹部が2019年にその一つをIS中央アフリカ州として承認、これは2021年ウガンダでもテロ活動を行っている。
2014年9月には、フィリピンのイスラーム主義過激派組織「アブ・サヤフ」がISILとの共闘を宣言した。
2014年7月、インドネシアで「ジェマ・イスラミア」の精神的指導者とされるアブ・バカル・バシルがISILへの忠誠を表明。同月フィリピンのアブ・サヤフもISILへの忠誠を表明した。
2014年10月14日、ISILと対立する「ターリバーン」と関係の深い「パキスタン・ターリバーン運動」の幹部6人がISILの傘下に入った。2014年11月10日、エジプトの過激派「エルサレムの支援者」（アンサール・ベイトゥルマグディス）が、ISIL最高指導者アブー・バクル・バグダーディーへの忠誠を表明した。「エルサレムの支援者」は、後に「イスラム国シナイ州」と名を変えた。他にも、リビアの過激派「イスラム青年シューラー会議」が、ISIL出身の者に指導され、「イスラム国キレナイカ州」と名乗るようになっている。
2014年12月、環球時報は東トルキスタンイスラム運動に所属するウイグル族の中国人約300名がISILに参加したと発表した。その後「エルサレムの支援者」はISILのエジプト部門となり、同様にアルジェリア部門の中心となった「カリフの兵士」、リビア部門となった「イスラーム青年シューラ評議会」といった組織もある。
その他、ヨルダンでは「タウヒードの息子たち」、レバノンの「自由スンニのバールベック大隊」、インドネシアでは「ファクシ」という組織がISILを支持している。
ソマリアでは、北東部自治州プントランド山中で半数が外国人とされる500人から800人のジハーディストがISソマリア州を形成、アルシャハブ等の他の過激派組織や中央政府に抗し、散発的にこの地域で襲撃事件を起こす程度だが、地元企業・住民から恐喝で金銭を得て、海外のIS組織を支援しているため、指導者アブドゥル・カディル・ムミンは世界各地のIS系組織の精神的指導者となっている。
アメリカのシンクタンク、ピュー研究所は2015年にイスラム圏で行った調査で、ISILの支持率はナイジェリアでは14％、マレーシアでは11％、セネガルでは11％、トルコでは8％、パレスチナ自治区では6％、インドネシアでは4％であると発表した。

## 軍事

### 兵力
ISILの構成員は1万数千人と言われているが、そのうち約6,300人は「イスラム国」の建国を宣言してからの加入者だと言われており、建国宣言から急速に勢力を拡大した。新規参加者のうち大半はシリア人とされる。アメリカ合衆国のCIAは、戦闘員の数は2万人-3万1,500人に上るとする見方を示している。
戦闘員の人数は最小で2-3万人とみられる。
2014年8月から、アメリカ軍などがISILへの空爆を実施しており、アメリカ軍は推定2万人のISILの戦闘員を殺害している。
国際連合は、2018年8月、ISIL戦闘員がイラク・シリア両国に2万〜3万人、リビアに3〜4千人活動しているとするリポートを発表した。

#### 外国人戦闘員
シリア人など現地の人々だけで組織が構成されているわけではなく、外国人の傭兵も随時募集しており、兵士約31,000人のうち、ほぼ半数の16,000人が外国人である。外国人戦闘員は、アラブ世界やヨーロッパ・中国（特にウイグル自治区）などから参加している。プロパガンダ動画には空撮やスローモーションなどの演出が盛り込まれている。
アメリカやフランスの研究機関によると、（2014年11月時点の分析で）チュニジアからは3,000人、サウジアラビアからは2,500人が戦闘員としてISILに参加した。
ヨーロッパ諸国では、ISILをはじめとするイスラーム過激派に加わった戦闘員が、帰国後に自国でテロを起こす可能性を危惧している。イギリスの首相デーヴィッド・キャメロンは、2014年8月29日、イギリス国籍のISIL戦闘員は少なくとも500人にのぼると語り、国外でテロ行為に関わった疑いのあるイギリス国民の出入国を抑制する方針を発表した。ただし、移動の自由を侵害しかねない懸念もあり、イギリスの自民党は国際法違反と指摘している。2014年8月、ドイツ首相アンゲラ・メルケルによれば、ISIL要員は約2万人で、うち欧州出身者が約2,000人を占めると語った。ドイツからは、400人超の若者がISILの戦闘員となり、このうち100人はドイツに帰国しているとされる。ドイツ内相トーマス・デメジエールは、ISILを支援するあらゆる活動を禁止する方針を発表した。アメリカ国防総省は、10人ほどのアメリカ人がISILに参加しているらしいと発表した。
非イスラム教国の中では、ロシアから最も多くの戦闘員が出ており、ロシア出身の戦闘員数は800人という説がある。
田母神俊雄はイスラエル訪問時に「9人の日本人がISILに参加している」という情報を得たとブログで発表したが、中山泰秀外務副大臣がイスラエルに確認した所、そのような情報はないという回答であった。
2014年10月6日、警視庁は北海道大学の学生がISILに加わろうとしたとして、私戦予備および陰謀の疑いで事情聴取をした。学生はISIL司令官と太いパイプを持っているイスラム法学者中田考の紹介によって、ISIL幹部と接触しようとした。中田は幹部に学生を紹介し、ルートや通訳の手配をしたことについて警視庁公安部の事情聴取と家宅捜索を受けた。
2019年5月20日、バングラデシュ系日本人モハメド・サイフラ・オザキがシリアからイラク北部の都市スレイマニヤにある刑務所に移送されたとメディアが報じた。オザキは立命館アジア太平洋大学を卒業し、立命館大学で准教授にまで昇進した経済学者である。元々はヒンドゥー教徒の家庭に生まれたが、留学先の日本でイスラム教に改宗し、日本でイスラーム過激派の思想に染まったことから、日本初のホームグロウン型イスラム国テロリストといえる。オザキは日本にいながらにしてイスラム国バングラデシュ支部の指導者に任命され、Facebookを通じてバングラデシュ人テロリストのリクルート活動を行い、2016年7月1日、首都ダッカにおけるレストラン襲撃人質テロ事件を主導したとみられる。2015年にブルガリアを経由してイスラム国に入り、シリアのバーグーズで2019年3月15日に拘束された。日本人の妻と子供のうち2人は空爆で死亡したが、残る3人の子供はオザキ逮捕時に保護され、2019年5月18日に日本に入国した。
戦闘員の募集手段、戦闘員の出身階層
かつて、ヨーロッパやその他先進国の国民でイスラム過激派に加わる者は、不遇な生活環境や家庭的に恵まれない若者が多かったとされるが、現在は中流・富裕層も多くいるとされる。フランス24によれば、ISILは、アルカイダと比較して、領土的地盤があり、資金が豊富で、巧みな広報戦略などの点で、参加者にとって魅力的に映っているとされる。FBIの調査によると、アメリカからのISIL参加者の人種・民族・職業・年齢に特有の特徴は見られないという。マレーシアからの参加者には一般公務員、軍人、研究職なども多く含まれており、特に公務員への浸透が問題となっている。またISILの元戦闘員の証言によると、ヨーロッパ出身者など、中東以外から来た戦闘員が、主に残虐な犯罪を犯すという。
ヨーロッパの家庭で子が戦闘員になった場合の状況
ヨーロッパに残された家族は、家族を失ったことの悲しみの他、社会からは「親の教育のせいでISILになった」という批判を受けるという二重の苦しみを味わっている。ベルギーでは、子供が過激派に参加している家族の会が、若者の過激派入りを予防する運動を行っていたが、ベルギー社会からは「過激派の仲間」として扱われ、リンチじみた中傷を受けて、家族の会は解散に追い込まれた。
| 出身国         | 人数  |
| -------------- | ----- |
| チュニジア     | 3,000 |
| サウジアラビア | 2,500 |
| ロシア         | 1,700 |
| ヨルダン       | 1,500 |
| モロッコ       | 1,500 |
| フランス       | 1,200 |
| トルコ         | 1,000 |
| レバノン       | 900   |
| ドイツ         | 650   |
| リビア         | 600   |
| イギリス       | 600   |
| ウズベキスタン | 500   |
| パキスタン     | 500   |

細胞組織
中東と北アフリカの全域でISILの細胞組織の増加を示す証拠が増えてきており、リビアにはすでに3,000人の戦闘員がいるとされる。
以下、細胞組織があるとされる国家の一覧。
- 中東
  -  アフガニスタン
  -  エジプト
  -  パレスチナ
  -  レバノン
  -  トルコ
  -  イラン
  -  ヨルダン
  -  イエメン
  -  サウジアラビア
- 北アフリカ
  -  アルジェリア
  -  リビア
  -  チュニジア
- 西アフリカ
  -  ナイジェリア
  -  ニジェール
  -  チャド
  -  カメルーン
  -  ベナン
- 東南アジア
  -  インドネシア
  -  フィリピン
- ヨーロッパ
  -  欧州連合

少年兵
ISILは、13歳の少年兵も動員しているとされ、国連は懸念を示している。

### 装備
初期の段階では、戦闘員の多くはAK-47やRPG-7を装備し、移動にはテクニカルを利用するなど、テロリスト然とした装備であったが、その後事態が長期化するにつれてイラク軍から鹵獲したアメリカ製およびヨーロッパ製の武器（M4カービンやミニミ軽機関銃など）、最新鋭対戦車ミサイルや、欧米からの志願兵が持ち込んだ戦闘服・タクティカルベスト・暗視ゴーグルなどの近代的な装備を利用し始めている。また、イラク軍の基地を制圧した際には、ハンヴィーやMRAP、BTR-4などの装甲車、T-55や59-I式カノン砲やZU-23-2などの強力な装備を取得したとされる。トルコの新聞社デイリー・サバー（Daily Sabah）によれば、戦車戦力についてはT-55の他にT-62・T-72などソ連およびロシア製の戦車を保有していると見られる。しかし、トルコ軍のレオパルド2A4やアメリカ軍がイラク陸軍を再建する際に提供したM1エイブラムスも少数鹵獲された可能性がある。地上戦力だけでなく、MiG-21やMig-23、Mi-24といった航空機を3機ほど入手しているとされる。ただし、Mig-21、Mig-23については、撃墜されたため2019年の時点では保有していない。無人航空機も活用しており、DJIやスカイウォーカー・テクノロジーなど殆どは世界市場でメジャーな中国製の商用ドローンに爆発物を載せて攻撃を行っている。
通常兵器以外について、2014年6月には、ISILはイラクのフセイン時代に建設された化学兵器関連施設を制圧した。2014年10月24日には、ISILが、イラクで有毒の塩素ガスを化学兵器として戦闘に用いた可能性が報じられた。この化学兵器関連施設は、2014年12月1日に、イラクが奪還した。
2015年2月10日、化学兵器禁止機関は東京で記者会見を開き、ISILが、イラクの兵士に対して塩素ガスを使ったと、イラク当局から通報を受けたことを明らかにした。化学兵器禁止機関は、この通報について「疑いを持つ根拠はない」とする一方、ISILによる化学兵器の保有については把握していないとした。9月11日、英国放送協会は、アメリカ政府筋の話として、ISILが化学兵器を製造し、少なくとも4回にわたって、マスタードガスを使用したと報じた。
星条旗新聞によると、使用武器はロシア製・中国製に次いでアメリカ製が3番目に多いとしている。NGOの紛争兵器研究所（Conflict Armament Research）によれば、使用武器の生産国は半数近くの43.5％を中国が占めていて、ルーマニアとロシアが12.1％と9.6％でこれに続くともされている。
ISILは、数的には決して圧倒的ではないが、優れた西側の兵器やシリア内戦で得た戦闘経験を持ち、攻撃目標の適切な選択をすることで不必要な犠牲を出さない効率的な戦い方を心得ており、志願兵の流入と相まって勢力を拡大している。

### 評価
2014年8月22日、チャック・ヘーゲル国防長官は記者会見で、ISILの特徴として野蛮な思想と洗練された軍事力、潤沢な資金を併せ持つことを挙げ、「これまでに見たどの組織よりも洗練され、資金も豊富で、単なるテロ組織を超えている」と評した。ISILは、アメリカ合衆国の最大の敵として急浮上している。豊富な資金源を持つISILは、アル・カーイダをしのぐ影響力を持つ可能性も指摘されている。
アメリカ合衆国のマーティン・デンプシー統合参謀本部議長は、2014年11月の段階で、ISILの掃討にかかる時間は、3年から4年の長期戦になるとの見方を示したが、バグダーディーの自爆死までに丸5年を費やした。

## 経済、財政

### 資金調達、経済運営
かつては、ISILは湾岸諸国の（イスラムの）富裕層からの寄付（資金援助）や、イスラム世界全体からの寄付で資金を得ていると考えられていた。
しかし2014年8月の段階ですでに、資金面ではほぼ自立している状態になっているという。米国の国務省当局者の分析では、外部からの資金供与の割合はほんのわずかなのだという。
『ウォールストリートジャーナル』に掲載された情報によると、ISILの主な資金獲得方法は次のようなものだという（2014年8月時点）。
- 中央銀行の支店からの収奪[89]。
- 人質（身代金）[89]。
- 石油の販売[89]。
- 海外からの寄付金[89]。

イラク、イラン、シリア弱体化を狙うサウジアラビア王族のバンダル・ビン・スルターン（又はその背後のサウジアラビア総合情報庁）が影から資金提供をしていたとされ、イランや駐シリア・ヨルダン大使、一部のジャーナリスト、学者は、バンダルこそがアルカイダやISILなどの過激派の真の指導者だと主張している。ただし、バンダルが解任された2014年頃からそれまでISILを静観してきたサウジアラビアもISILを非難するようになった。
収入は2014年には20億ドル近くに上ったが、2016年には8億7,000万ドルを下回るなど大幅に変動している。
自立的収入
商人や農民に寄付をさせ、公共交通機関から手数料をとり、支配地域にとどまる選択をしたキリスト教徒などからは「安全保証料」を徴収しているという。
石油・小麦・古代遺物の取引の管理と闇市場の運営をしている（取引相手には、意外なところではアサド政権派のシリア人、シーア派、クルド人ビジネスマンまで含まれる）。
シリアとイラク内のISIL支配地域で、経済はおおむね安定しているという。ISILには、組織内に資金を管理する「財務相」と財政委員会を置いているという。
シリアの反体制派の者が語ったことによると、ISILはラッカ県とデリゾール県の8カ所の油田・ガス田を管理しており、（シリアやレバノンの石油取引業者の話では）重質油は1バレルを26-35ドルで、軽質油は最高60ドルで、地元やイラクの石油取引業者などに売り渡しているという（2014年8月時点）。
ISILは、原油販売や、支配地住民への略奪や課税、密輸などを通じて、2014年には1日当たり100万ドルを調達していたが、その後、制圧した原油が増加し、2014年8月下旬時点では1日当たり200万ドル（約2億800万円）余りの資金を調達していると見られている。ISILは、1日あたり3万バレルの原油を産出しているとされる。また、遺跡の盗掘も資金源になっていることが判明した。支配地域の拡大についても天然資源の確保に重点を置いているとされる。
2014年11月27日、石油輸出国機構（OPEC）の総会で、減産を見送り、12カ国の生産目標を当時の日量3千万バレルで据え置くことを決めた。これに伴って、原油価格が急落した。この原油安は、ロシアではロシア・ルーブルが暴落し、急遽、ロシア政府が12月16日に政策金利を10.5%から17%に大幅に引き上げたり、ベネズエラでは債務不履行の懸念が高まるなど、原油輸出国に大きな打撃を与えている。この原油安について、ロシアのプーチン大統領がアメリカとサウジアラビアによって仕組まれた可能性を示唆している。また、イランのハサン・ロウハーニー大統領も唱えている。同時期にアメリカ合衆国のホワイトハウスが出した発表において、オバマ大統領がサウジアラビアのアブドラ国王とISILへの対応に関して話し合いをしたとのことだが、原油価格について触れられたかどうかのデータは無い。
石油の国際価格が急落したことや、米軍主導の有志連合の激しい空爆により、ISILの懐具合は苦しくなっているとされる。
外部からの資金
西側当局の分析では、ISILは、収入を増やすために、人質（身代金）を組織的に活用している、とのことである。ただし、解放した人質の数（＝身代金を得た件数）は少ないため、結局 身代金による収入は安定していない。
外部からの資金である 「湾岸諸国の富裕層からの寄付」は急減しているという（2014年8月時点）。ISILが湾岸諸国にとっても脅威であると認識されるようになったからだという。
制圧による支配
ISILは住民からあらゆる物を略奪している。銀行や発電所、礼拝所やパン屋に至るまで制圧している。利があると見れば、敵対するはずのアサド政権と親しい業者とも取引を行う他、元アサド派や、多数いる外国人にも要職を任せており、貧困層や母子家庭への支援も行っている。
ISILは、税金の他にも、様々な名目で罰金を課しており、住民はその負担に苦しんでいる。また、ISIL支配域の医療、交通、水道、電気など公共サービスは、ISILの支配が始まってから、料金が大幅に上がっている。

### 通貨
2014年11月13日、ISILは独自の金貨・銀貨・銅貨を発行すると発表した（ただし、金や銀をどう調達するかは不明である）。ISIL自身の説明においては（オスマン帝国のことには一切触れられておらず）ウマイヤ朝のカリフであるアブドゥルマリクによる金貨が起源である、とする説明がなされている。ISILは、支配する域内で今まで流通してきた（そして「専制国の通貨システム」として彼らが忌み嫌っている）米国のドルやイラク・ディナールを使用することは止めて、今回発行することになった独自通貨を使用するよう勧めている、という。2014年11月13日に朝日新聞の採用した分析・推測では、独自通貨を発行・流通させることは経済の統制を強める狙いもあるが、国家としての正統性を高める狙いもあるとされる。これらのお金の単位は、（ISILのメンバーらが、この地域の本来の あるべき姿だと思っている）オスマン帝国が用いていた通貨名・硬貨名と同じ、「ディナール」や「ディルハム」などである。硬貨のデザインとしては、アルアクサー・モスクなどイスラム教に関係する絵柄が描かれており、（通貨名および）図柄により、ISILのことを、イスラム国家であったオスマン帝国を継承している正統性のある存在として、各地のムスリムたちに認めてもらおうとする狙いがある、と朝日新聞は分析した。
2014年11月には、ディナールという金貨の新通貨の使用を開始、ラッカではすでに一部で流通が始まっているが、供給量は少なく他の街ではほとんど見られず、シリア・ポンドと米ドルが中心である。

### 軍事支援
シリア情勢に注目してきた米上院共和党議員のランド・ポールは2015年6月、CNNとNBCテレビで「米政府はアサド政権打倒のため、ISISに武器を供与してきた」と述べた。英国の『ガーディアン』紙も「CIA（米国中央情報局）がヨルダンの秘密基地でISISを訓練している」と報じたことがある。

## プロパガンダ戦略
ISILの構成員はTwitterやYouTubeにアカウントを開設し、画像や動画を投稿するなどしてプロパガンダ活動を展開している。TwitterやYouTubeなどから相次いでアカウント停止処分を受けたため、2014年8月にはインターネット上での活動を分散型SNSのDiasporaへ移行する動きを見せたという報道もあるが、2015年1月の「ISILによる日本人拘束事件」に際しても犯行声明動画がYouTubeに投稿され、その動画を宣伝するためにTwitterへの投稿が行われているなど、SNSを利用したプロパガンダ活動は続いている。これに対し、TwitterやYouTubeなどはISIL関連アカウントを凍結する措置を継続しており、Twitterでは1万8000件以上のアカウントが凍結されたという。このように、ISILは、インターネットを使った巧みな宣伝術を持っているため、これが欧米からも若者が加わる要因にもなっている。
また、ISILの広報部門として「アルハヤト・メディアセンター」が存在する。拘束した外国人を殺害する動画にも、この「アルハヤト・メディアセンター」のロゴが付されている。この他、ISIL支配地域への移住を促す内容のものなど、多数の動画を公開しており、それらはスローモーションや効果音を駆使していることで知られている。プロパガンダ動画だけでなく、機関誌も制作している。
ニュース配信機関としてアマーク通信がある。 アマーク通信はしばしば、ISILによるテロ攻撃の「責任を主張する最初の発表地点」などしている。
ISILの英語版ネット機関誌『ダービク』には2014年7月、創刊時に「アラーの戦士は村々を開放するだけではない。住民のニーズも無視しない。預言者は代理人を指名し、残された住民の面倒を見るよう命じた。たとえ苛烈な戦時にあってもムスリムたちを放置はしない。そのニーズには応える」と謳っている。また地域のインフラの整備を行っているとし、電気の復旧、農業地域での灌漑設備の建設・整備、高速道路、一般道路の補修などを手がけ、橋の修復工事の写真を載せるなどしている。同時に、小児がん対策や老人ホームの拡充など福祉、厚生、医療の充実を謳う記事や写真と、捕虜への虐待シーン、処刑地までの死の行進の写真などを同時に載せるなどしている。

## 人権侵害と事件

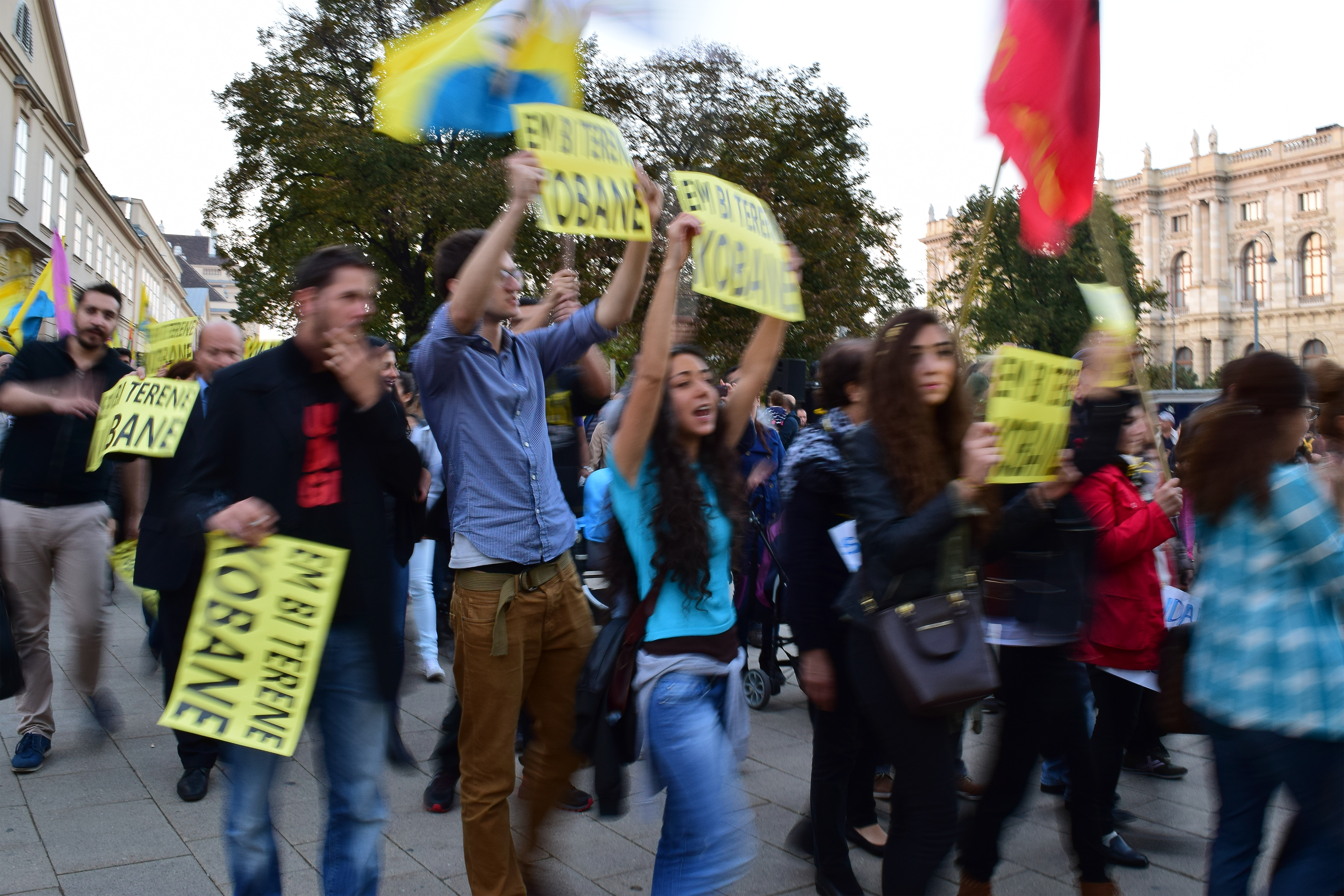
2014年10月10日、オーストリアのウィーンで行われた、亡命クルド人によるISILを批判するデモ

2014年6月11日、イラクのモースルにあったトルコ領事館にいたトルコの外交官や軍人、その子どもたち49人が、ISILによって拉致された。のちにイラク人スタッフ3人は解放されたが、トルコ人たち46人は3ヶ月後の9月20日まで拘束されていた。解放後、トルコ人たちは無事に母国へと戻った。この拉致事件の解決には、詳細は不明であるが、トルコの情報機関と軍、警察当局が取り組んだとされる。身代金の支払いは無かったという。
また、同年8月にはイラク内のヤジディ教徒の街を襲い虐殺を図った。その後6000人余の民がISに連れ去られ、多くの女性が「性奴隷」にされていると言われている。
8月19日、拘束していた米国人ジャーナリスト、ジェームズ・フォーリーを斬首し、処刑動画が投稿された。ISILは米軍による空爆への報復と主張している。8月20日、ホワイトハウスはこの動画が本物であると発表した。フォーリー記者の処刑を担当した兵士は、動画の中で英語を話していたが、その発音にイギリスの特徴のあることから、イギリス人の可能性が指摘されている。イギリスの警察などは、身元の調査を開始した。
国連人権理事会でISILの人権侵害を非難する決議が全会一致での採択される
2014年9月に国連人権理事会でISILのイラクでの人権侵害を非難する決議が全会一致で採択された。
だがその後も9月2日に米国人ジャーナリスト、9月13日に英国人の人道支援活動家。10月3日に英国人のタクシー運転手の人道支援活動家、11月16日に米国人の人道支援活動家の処刑映像が配信されているが、処刑された人物は全てオレンジ色の服が着せられている。オレンジ色の服の由来は、イラク戦争後、イラクの旧アブグレイブ刑務所では拘束されたイラク人捕虜がオレンジ色の服を着せられたことに因る。ISILは人質にオレンジ色の囚人服を着せてひざまづかせるという構図によってアブグレイブの報復を示唆しており、ISILの宣伝につなげている。
2014年11月3日、オーストラリアのシドニーで、シーア派の信者が銃で撃たれる事件が起こった。事件前、車に乗った男たちが「イスラム国は永遠」「シーアの犬め」と叫ぶ姿が目撃されており、トニー・アボット首相は、ISIL支持者による犯行との見方を示した。
2015年5月20日、ISILはパルミラを制圧、20人以上の男性の死刑を執行し、パルミラの支配者としての力を示した。パルミラ周辺での処刑は少なくとも217人に及ぶ。
5月27日には、ティクリート近郊で処刑されたとみられる470体のイラク兵の遺体が発見された。ISILは約1700人を処刑したとしており、遺体数は今後増えると思われる。

### 文化浄化
2014年7月、イラクのモースルにあったイスラム教徒とキリスト教徒の双方が崇敬する預言者ヨナの墓があるナビ・ユヌス (Nabi Yunus) 聖廟を爆破したほか、盗掘も行っており、これに関しユネスコのイリナ・ボコヴァ事務局長が「カルチュラル・クレンジング（文化浄化）」であると批判した。
2015年2月には、モスルの博物館で彫像などの所蔵品を破壊する映像を、インターネット上に投稿した。さらに同年3月、イラク北部ニーナワー県にあるアッシリアの考古遺跡ニムルドや世界遺産でパルティアの古代都市ハトラを破壊した。ユネスコは、「文化浄化という（同組織の）恐ろしい戦略の中でも岐路になる破壊行為だ」と非難した。4月11日、古代アッシリアのニムルド遺跡を爆破する映像を公開した。
2015年8月24日、約2000年の歴史があり、世界遺産であるパルミラの「バール・シャミン神殿」を爆破。パルミラに隠された文化財の保管場所の在り処を明らかにする事を拒否したパルミラの考古学者ハレド・アサドがISILによって首をはねられ、遺体は史跡のメイン広場のローマ時代の柱の1つに吊された。
2015年8月31日、パルミラでベル神殿を破壊。
2015年9月16日、国際連合教育科学文化機関のイリナ・ボコヴァ事務局長は、ISILがシリアの遺跡で「かなり大規模」な略奪を行っており、資金源としていることを明らかにした。
2015年10月5日、パルミラで「凱旋門」を破壊。凱旋門は遺跡の柱廊の入り口に位置し、東西文明の結節点として栄えた隊商都市を象徴する建造物の一つだった。
2016年1月20日、イラク北部モースル郊外に存在した、6世紀に建設されたイラク最古のキリスト教修道院がISILにより破壊されたことが衛星写真により確認された。

### 日本人の拘束と殺害
2014年8月、「民間軍事会社のCEO」としてシリア入りしていた日本人 湯川遥菜（ゆかわ はるな）がISILに拘束された。流血している彼を尋問している様子を撮影した動画が動画投稿サイトYouTubeにアップロードされ、波紋を呼んだ。当初は日本政府などに対する身代金要求はなく、シリア政府や武装組織「イスラム戦線」を通じて解放への交渉が行われていると報道された。2014年10月に湯川を追ってシリア入りしたフリージャーナリストの後藤健二も捕らえられ、2015年1月20日、「72時間以内に身代金の支払いがないとこの二人の日本人人質を殺害する」とISILメンバーが述べている動画が公開された。1月24日にISILは静止動画により湯川を殺害したというメッセージを流すとともに、身代金の要求は取りやめ、代わりに後藤とヨルダンで収監されていたサジダ・リシャウィ死刑囚との交換を要求した。しかし人質交換も行われることはなく2月1日に後藤を殺害したとする内容の動画が公表された。

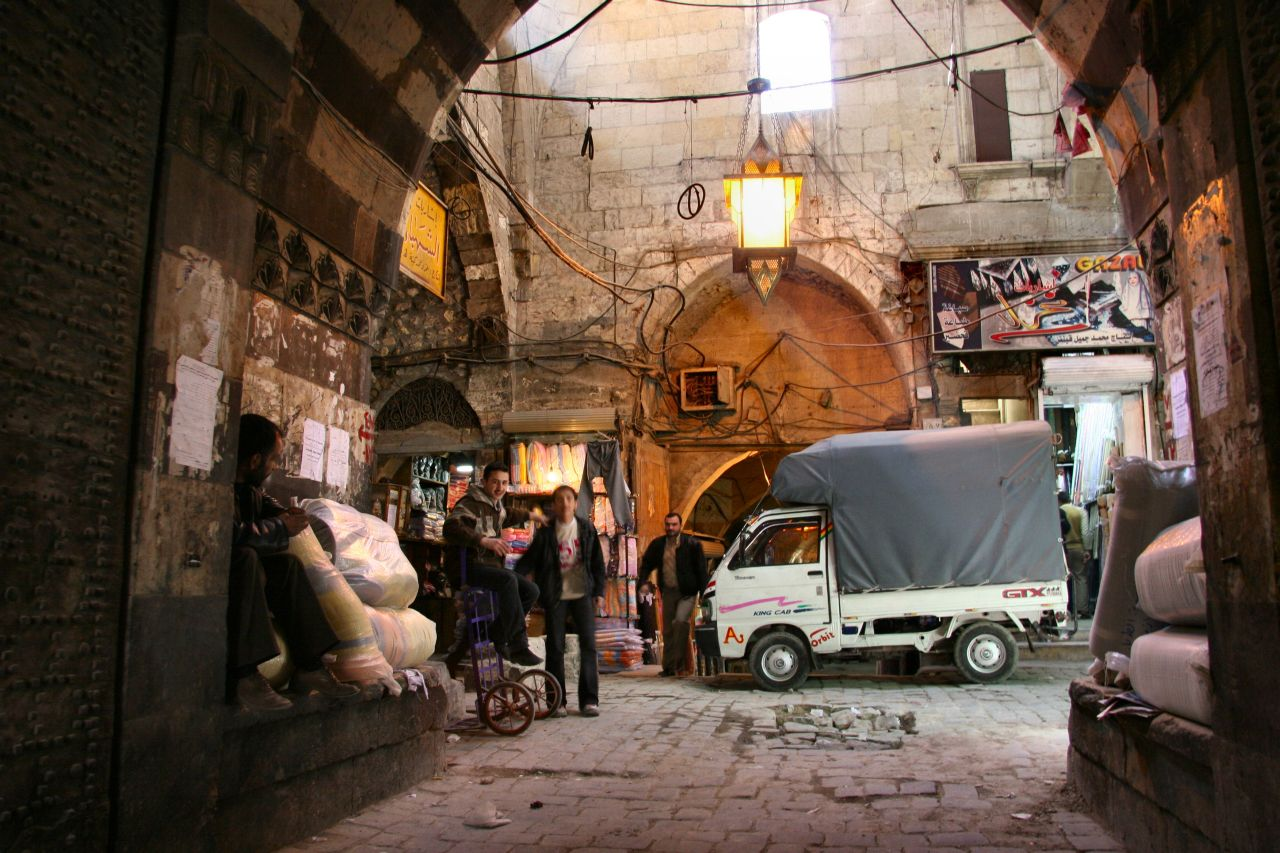
アレッポの町

### アレッポの小児病院から惨殺死体100体
トルコ国境に近いシリア第2の都市であるアレッポは激戦地となったが、ISILが刑務所として使用していた小児病院からは後に両手両足を縛られ目隠しをされた男性の遺体が100体以上発見された。原型をとどめないほど顔面を殴られた遺体や、口の中から頭に銃弾が貫通している遺体もあった。そのほとんどは一般市民であった。また、町の各所に爆弾を仕掛け無差別殺人をも行っていた。

### スペイサーの虐殺
2014年6月にISILがイラクの町ティクリートを陥落させた際、スペイサー軍事基地に所属していた若い新兵がISIL戦闘員やISIL支持派の武装集団に拉致殺害された「スペイサーの虐殺」と呼ばれる大量殺害が行われた。2015年6月11日、イラク人権相のバヤティはバグダードで記者団に「スペイサーの虐殺による597人の遺体を掘り起こした」と述べた。

### 拉致と各国政府に対する脅迫行為
『週刊新潮』2015年2月5日号の特集記事『「イスラム国」大全』によると、ISILは様々な人々を拉致して人質としており、人質の国籍も多岐にわたる。元人質のフランス人ジャーナリスト、ニコラ・エナンの証言によると以下のような状態である。
「2013年6月、車から降りてきた男らに頭からコートを被せられ、わずか10秒足らずで拉致され、ラッカ近郊の石油採掘所に連行される。採掘所の事務所が刑務所になっており、シャワー室に監禁される。鉄格子の窓をこじ開け逃走するが再度捕えられ、激しい拷問を受ける。刑務所は転々とし、計10回ほど移動する。シリア人の囚人もおり、ほとんどは飲酒、麻薬売買、政治的理由によるものであり終日拷問を受けていた。エナンは20人の人質と同房で女性も6人いた。国籍は、米国、スペイン、デンマーク、ベルギー、イタリアなど全員が白人であった。牢は20㎡ほどで裸足で電灯、暖房、家具はなく、夏は暑く冬は寒い。窓から雪が舞い込むこともあった。食事は1日2回。昼過ぎに出る1ダースのオリーブとヨーグルト、夜はカップ1杯のご飯だけと毎食ごとにパンで最低限の食事であった。トイレの時間も厳格に決められ、看守に見守られながら1日2-3回、各1分と決められていた。同室の人質が連れ出されると数日後、看守がパソコンを持ってやってきては、処刑場面を見せられた。また、オレンジ色の服はイラク戦争で捕まったテロリストが収容先のグアンタナモ米軍基地で着せられていたものと同色で、ジハード主義者にとっての復讐を意味している。すなわちこれを着せられることは、死刑囚を意味する」のだという。

### 日本の在外公館に対する攻撃の呼び掛け
2015年9月、ISILの機関誌『ダービク』は「イスラム国を敵対視する十字軍連合」として、日本を含む60以上の国や機関などを列挙した上で、インドネシア、マレーシア、ボスニア・ヘルツェゴビナにある日本の在外公館に対し攻撃を行うよう呼び掛けた。これは、イラクやシリアにあるISILの支配地域に来られない支持者に向けて、これらの国や機関の具体的な攻撃対象を挙げ「近くにいる敵に聖戦を行わなければならない」などと呼び掛ける内容となっている。なお、名指しされた在インドネシアの日本大使館は「内容は承知している。これまで講じてきたテロ対策を続けていく」としている。